# معاملة المثليين في أستراليا
تطورت حقوق المثليين والمثليات ومزدوجي التوجه الجنسي والمتحولين جنسياً (اختصاراً: LGBT) في أستراليا عبر السنوات، وخاصة منذ أواخر القرن العشرين إلى درجة أن الأشخاص من مجتمع المثليين في أستراليا يتمتعون بالحماية من التمييز ويتمتعون بنفس الحقوق والمسؤوليات كالمغايرين جنسيا.
أستراليا عبارة عن اتحاد فيدرالي، حيث تشمل معظم القوانين حول حقوق المثليين والمثليات ومزدوجي التوجه الجنسي والمتحولين جنسيا وحقوق الأشخاص ثنائيي الجنس على مستوى ولاياتها وأقاليمها. بين عامي 1975 و 1977، ألغت الولايات والأقاليم الأسترالية تدريجيا القوانين المجرمة للمثلية الجنسية التي نشأت منذ أيام الإمبراطورية البريطانية. منذ عام 2016، أصبح لكل ولاية قضائية سن متساوية في الموافقة على جميع الأفعال الجنسية. تقدم جميع الولايات الآن مخططات لإلغاء الإدانات لإزالة السجلات الجنائية للأشخاص المتهمين أو المدانين بسبب النشاط الجنسي المثلي بالتراضي والتي لم تعد غير قانونية بعد الآن.
قننت أستراليا زواج المثليين في 9 ديسمبر عام 2017. وبدأت الولايات والأقاليم بمنح فوائد الشراكة المحلية والاعتراف القانوني بالعلاقات المثلية منذ عام 2003 فصاعدا، مع اعتراف القانون الاتحادي بالشركاء المثليين منذ عام 2009 كعلاقات بحكم الأمر الواقع. إلى جانب الزواج، قد يتم الاعتراف بالعلاقات المثلية من قبل الولايات أو الأقاليم بطرق مختلفة، بما في ذلك من خلال الاتحادات المدنية والشراكات المنزلية والعلاقات المسجلة و/أو العلاقات غير المسجلة بحكم الأمر الواقع.
تسمح جميع الولايات القضائية بتبني المثليين للأطفال إما بشكل مشترك أو بتني أحد الشريكين للطفل البيولوجي للشريك الآخر، مع اعتبار الإقليم الشمالي آخر ولاية قضائية تقر قانون المساواة في التبني في مارس 2018. ويحظر التمييز على أساس التوجه الجنسي والهوية الجندرية أو التعبير عنها في كل ولاية وإقليم، مع وجود الحماية الفيدرالية في نفس الوقت للتوجه الجنسي والهوية الجندرية وثنائية الجنس منذ 1 أغسطس 2013. تشمل حقوق المتحولين جنسيا في أستراليا تعديل جنس الشخص القانوني في السجلات الرسمية مثل شهادات الميلاد، على الرغم من أن بعض السلطات القضائية تتطلب إجراء جراحة إعادة تحديد الجنس أولاً. يمكن للأستراليين الذين لايعتبرون أنفسهم لا ذكورا ولا إناثا أن يسجلوا بشكل قانوني جنسًا «غير محدد» في وثائقهم القانونية الفيدرالية وفي سجلات بعض الولايات والأقاليم. ومع ذلك، فإن حقوق ثنائيي الجنس في أستراليا ليست محمية بالكامل، حيث يواجه العديد من الأستراليين التدخلات الطبية القسرية في مرحلة الطفولة.
تعتبر أستراليا واحدة من أكثر الدول الصديقة للمثليين في العالم، مع إشارة استطلاعات الرأي، والاستفتاء البريدي على قانون الزواج الأسترالي إلى الدعم الشعبي الواسع لزواج المثليين. وجد استطلاع أجرته مؤسسة بيو للأبحاث عام 2013 أن 79% من الأستراليين وافقوا على أنه يجب على المجتمع تقبل المثلية الجنسية، مما يجعلها خامس بلد داعم في هذا الاستطلاع في العالم. بسبب تاريخها الطويل فيما يتعلق بحقوق المثليين ومهرجان سيدني ماردي غرا للمثليين والمثليات لمدة ثلاثة أسابيع، تعتبر سيدني واحدة من أكثر المدن الصديقة للمثليين جنسيا في أستراليا، وفي العالم ككل.

## المصطلحات
يتم اسخدام اختصار LGBTI بشكل متزايد في أستراليا، بدلا من مجرد اختصار LGBT ، مع دلالة I على الأشخاص ثنائيي الجنس. ومن بين المنظمات التي تضم الأشخاص ثنائيي الجنس، فضلاً عن الأشخاص المثليين والمثليات ومزدوجي التوجه الجنسي والمتحولين جنسياً، التحالف الوطني للصحة للمثليين والمثليات ومزدوجي التوجه الجنسي والمتحولين جنسيا وثنائيي الجنس، وإعلام مجتمع المثليين. وتستخدم أيضا اختصارات LGBTQI و LGBTQIA، مع دلالة A على الأشخاص اللاجنسيين، ودلالة Q على الأشخاص الكويريين.

## قانونية النشاط الجنسي المثلي

### الاضطهاد التاريخي
قبل قدوم الأوروبيين، لم تكن هناك عقوبات قانونية أو اجتماعية معروفة للقيام بنشاط جنسي مثلي. يبدو أن الجنس كان موضوعًا مفتوحًا للغاية بين السكان الأصليين. ومن بين أفراد شعب آريرنتي، كانت الأفعال الجنسية منتشرة في كل مكان، حتى بين الأطفال الصغار الذين كانوا يلعبون «الأمهات والآباء» بالمعنى الحرفي للغاية. وكانو عادة ما يقلدون الأعمال الجنسية التي رأوا آباءهم أوالأشخاص البالغين الآخرين يؤدونها. يبدو أن هذه الأفعال الجنسية قد تم تنفيذها بغض النظر عن الجنس. وجدت تقاليد «الولد-الزوجة» أيضا حيث أن الأطفال الصغار، وعادة 14 سنة من العمر، من شأنه أن يخدم كخدم حميم لكبار السن من الرجال حتى يصلوا إلى سن البدء، وعند هذه المرحلة يتم قطع جزء من قضيب الشاب. لم يكن لدى السكان الأصليين النظرة الغربية النموذجية للمغايرة الجنسية والمثلية الجنسية.
كجزء من الإمبراطورية البريطانية، ورثت المستعمرات الأسترالية القوانين المناهضة للمثلية الجنسية مثل قانون السدومية 1533. تم الحفاظ على هذه الأحكام في قوانين تجريم السدومية التي أقرتها البرلمانات الاستعمارية في القرن التاسع عشر، وبعد ذلك من قبل برلمانات الولايات بعد الاتحاد. كان النشاط الجنسي المثلي بين الرجال يُعد جريمة كبرى، مما أدى إلى إعدام الأشخاص المدانين بالسدومية حتى عام 1890.
بدأت ولايات قضائية مختلفة بالتدريج بتخفيض عقوبة الإعدام من أجل السدومية إلى السجن المؤبد، مع كون ولاية فيكتوريا الآخيرة التي قامت بتخفيض العقوبة في عام 1949. بدأ الجدل المجتمعي حول إلغاء تجريم النشاط الجنسي المثلي في ستينيات القرن العشرين، مع تأسيس أول جماعات ضغط مثل بنات بيليتيس، «جمعية إصلاح القانون المثلي» و«الحملة ضد الاضطهاد الأخلاقي» في 1969 و 1970.

### إلغاء التجريم
في أكتوبر 1973، طرح رئيس الوزراء السابق جون غورتون اقتراحا في مجلس النواب الفيدرالي بأنه «في رأي هذا المجلس، فإن الممارسات الجنسية المثلية بين البالغين الراشدين في القطاع الخاص لا ينبغي أن تخضع للقانون الجنائي». حصلت الأحزاب الثلاثة الرئيسية على تصويت الضمير، وتم تمرير الاقتراح بأغلبية 64 صوتًا لصالحه مقابل 40 صوتا ضده (64-40):
| الحزب                          | الحزب       | صوت بصالح | صوت ضد | امتنع عن التصويت/غائب |
| ------------------------------ | ----------- | --------- | ------ | --------------------- |
| حزب العمال الأسترالي (66)      | 40          | 18        | 8      |                       |
| الحزب الليبرالي الأسترالي (38) | 18          | 13        | 7      |                       |
| حزب ريف أستراليا (20)          | 6           | 9         | 5      |                       |
| Total (124)                    | Total (124) | 64        | 40     | 20                    |

ومع ذلك، لم يكن لاقتراح غورتون أي تأثير قانوني لأن تقنين المثلية الجنسية كانت مسألة تخص حكومات الولايات والأقاليم. على مدى 22 عامًا بين 1975 و 1997، ألغت الولايات والأقاليم بشكل تدريجي قوانين السدومية الخاصة بها مع تزايد الدعم لإصلاح قانون المثلية.

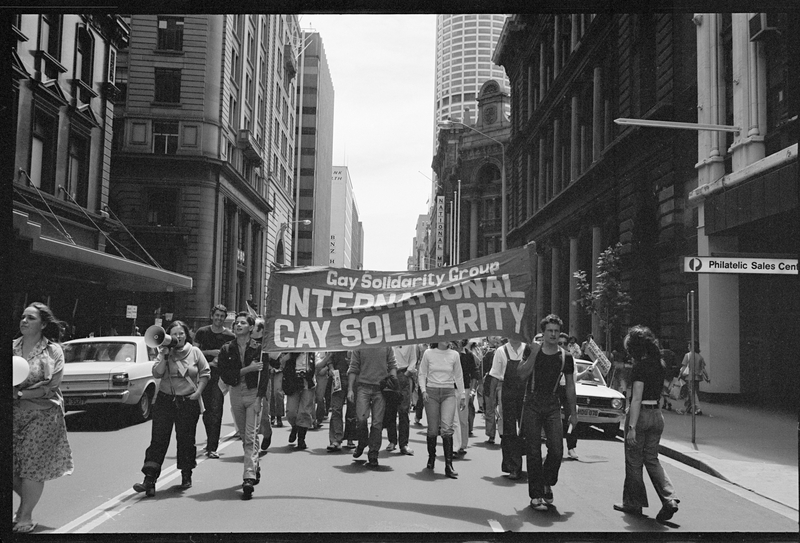
نوفمبر/تشرين الثاني 1978: مسيرة لجماعة التضامن المثلية (Gay Solidarity Group) تتظاهر في وسط مدينة سيدني للاحتجاج ضد مبادرة بريغز، التي كانت ستحظر بشكل المعلمين المثليين والمثليات في ولاية كاليفورنيا الأمريكية.

كانت جنوب أستراليا أول ولاية قضائية تلغي تجريم النشاط الجنسي المثلي بين الذكور في 17 سبتمبر 1975، مع إلغاء تجريم المثلية في مقاطعة العاصمة الأسترالية، الذي تم اقتراحه لأول مرة في عام 1973، والذي وافقت عليه حكومة فريزر الفيدرالية اعتبارا من 4 نوفمبر 1976. وتبعته فيكتوريا في 23 في كانون الأول/ديسمبر 1980، على الرغم من أن حكم «التماس لأغراض غير أخلاقية» الذي أضافه المحافظون، شهد مضايقة الشرطة المستمرة في تلك الولاية لعدة سنوات.
قامت ولايات قضائية أخرى لإلغاء تجريم المثلية الجنسية بين الذكور وهي الإقليم الشمالي (في 4 أكتوبر/تشرين الأول 1983) ونيو ساوث ويلز (في 22 مايو 1984) و (بعد أربع محاولات فاشلة) في أستراليا الغربية (في 7 ديسمبر 1989). في مقابل إلغاء التجريم، احتاج المحافظون في أستراليا الغربية إلى سن قانونية أعلى للنشاط المثلي ووجود حكم ضد الترويج للمثلية مماثل للمادة 28 في المملكة المتحدة، وتم إلغاء كلاهما منذ ذلك الحين.
قننت كوينزلاند النشاط الجنسي المثلي بيم الذكور في 19 يناير 1991 بعد أن فقدت حكومة الحزب الوطني طويلة الأمد السلطة.
رفضت حكومة تسمانيا إلغاء قانون السدومية الذي أدى إلى قضية تونين ضد أستراليا، حيث قضت لجنة الأمم المتحدة لحقوق الإنسان بأن قوانين السدومية تنتهك العهد الدولي الخاص بالحقوق المدنية والسياسية. قاد رفض تاسمانيا المستمر لإلغاء القانون المخالف حكومة كيتنغ لتمرير «قانون حقوق الإنسان (السلوك الجنسي) 1994»، الذي شرّع النشاط الجنسي بين البالغين الراشدين في جميع أنحاء أستراليا وحظر القوانين التي تدخلت بشكل تعسفي مع السلوك الجنسي للبالغين في القطاع الخاص.
في قضية «كروم ضد تاسمانيا» في عام 1997، تقدم رودني كروم إلى المحكمة العليا في أستراليا لإلغاء القانون المناهض للمثليين التسماني باعتباره غير متسق مع القانون الفيدرالي؛ وبعد أن أخفقت الحكومة في إلقاء القضية، قامت حكومة تسمانيا بإلغاء تجريم المثلية الجنسية في 1 أيار/مايو 1997، لتصبح بذلك آخر ولاية قضائية أسترالية تقوم بذلك.

### السن القانونية للنشاط الجنسي
يوجد تساوي للسن القانونية للنشاط الجنسي في قوانين جميع الولايات والأقاليم في أستراليا بغض النظر عن الجنس والتوجه الجنسي للشركاء. يعتبر السن القانونية في جميع الولايات والأقاليم وعلى المستوى الفيدرالي 16 سنة، ما عدا ولاية تسمانيا وجنوب أستراليا حيث يبلغ 17 عامًا. تم تعديل السن القانونية في عام 2002 من قبل أستراليا الغربية وفي عام 2003 من قبل نيو ساوث ويلز والإقليم الشمالي. كانت كوينزلاند الولاية الأخيرة التي تقوم بالمساواة في السن القانونية في عام 2016، عندما جعلت سن الموافقة على ممارسة الجنس الشرجي متماشية مع ممارسة الجنس المهبلي والجنس الفموي 18-16 سنة من العمر.

### إلغاء الإدانات التاريخية
أقرت جميع الولايات القضائية الأسترالية تشريعاً يسمح للرجال المتهمين أو المدانين بموجب قوانين تاريخية مناهضة للمثلية الجنسية بالتقدم بطلب لمحاسبة، مما يزيل التهمة أو الإدانة من سجلهم الجنائي، وفي جنوب أستراليا، يمكن للرجال التقدم بطلب لإنفاق إداناتهم، ولكن ليس شطبها. بعد الاستلام، يتم التعامل مع الإدانة على أنها لم تحدث أبداً، مع عدم مطالبة الفرد بالإفصاح عنها وعدم ظهور الإدانة في فحص سجلات الشرطة. بدون قوانين الإفصاح، كان الرجال الذين أدينوا بجرائم السدومية التاريخية في وضع غير موات، بما في ذلك تعرضهم لقيود على السفر وفي التقدم بطلب للحصول على بعض الوظائف.
التواريخ التي دخلت فيها هذه القوانين حيز التنفيذ كما يلي:
- جنوب أستراليا - 22 ديسمبر 2013؛[33][34][35]
- الإقليم الشمالي - 14 نوفمبر 2018.[36][37][ج]
- نيوساوث ويلز - 24 نوفمبر 2014؛[38][39]
- فيكتوريا - 1 سبتمبر 2015؛[30][40]
- مقاطعة العاصمة الأسترالية - 7 نوفمبر 2015؛[41][42]
- تسمانيا - 9 أبريل 2018؛[43][44]
- كوينزلاند - 30 يونيو 2018؛[45][46]
- أستراليا الغربية - 15 أكتوبر 2018؛[47][48]

## الاعتراف القانوني بالعلاقات المثلية
يسمح القانون الأسترالي بالاعتراف قانونيا بالعلاقات المثلية في العديد من الأشكال، اعتمادًا على رغبات الزوجين. يمكن للأزواج المثليين الزواج، أو الدخول في اتحاد مدني أو شراكة منزلية في معظم الولايات والأقاليم، أو يمكنهم العيش ببساطة في علاقة غير مسجلة بحكم الواقع. يتم الاعتراف بالأزواج الذين يدخلون في اتحاد مدني أو شراكة محلية على أنهم في علاقة بحكم الأمر الواقع في القانون الفيدرالي. وفقاً لتعداد عام 2016، كان هناك حوالي 46,800 من الأزواج والشركاء المثليين والمثليات في أستراليا.

### الاعتراف الفدرالي بالعلاقات بحكم الأمر الواقع
في أعقاب تقرير لجنة حقوق الإنسان الأسترالية «نفس الجنس: نفس الاستحقاقات» ومراجعة لتشريعات الكومنولث الأسترالي، في عام 2009، أدخلت حكومة كيفن رود الفيدرالية عدة إصلاحات تهدف إلى المساواة في المعاملة للشركاء المثليين وأسرهم. أخذت الإصلاحات شكل قانونين لتعديل التشريعات، «قانون العلاقات الجنسية المثلية (المساواة في المعاملة في إصلاح القوانين العامة للكومنولث) 2008» و «قانون العلاقات المثلية (المساواة في المعاملة في قوانين التقاعد للكومنولث) لعام 2008». عدلت هذه القوانين 85 قانونًا اتحاديًا قائمًا آخر لمساواة معاملة الشركاء المثليين، وأي أطفال يربونهم هؤلاء الشركاء، في مجموعة من المجالات بما في ذلك الضرائب، التقاعد، الصحة، الضمان الاجتماعي، رعاية المسنين ودعم الطفل، الهجرة، المواطنة، وشؤون المحاربين القدامى.
فعلى سبيل المثال، فيما يتعلق بالضمان الاجتماعي وقانون الأسرة العام، لم يُعترف في السابق بالشركاء المثليين كشركاء لأغراض الضمان الاجتماعي أو المساعدة الأسرية. ويعامل الشخص الذي كان له شريك مثلي بحكم الأمر الواقع كشخص عازب. ضمنت الإصلاحات أنه لأول مرة بموجب القانون الأسترالي، تم الاعتراف بالشركاء المثليين كشركاء مثلهم مثل الشركاء المغايرين. وبالتالي، يحصل الشريكان المثليان على نفس معدل الضمان الاجتماعي ومدفوعات المساعدة العائلية كزوجين مغايرين. بشكل عام، يتم التعامل مع شريكين في علاقة بحكم الواقع على قدم المساواة مع الزوجين في الإجراءات القانونية، مع وجود بعض الاختلافات الصغيرة في منازعات قانون الأسرة، بما في ذلك تسوية الممتلكات والاستحقاقات في النفقة الزوجية. قد يكون الشريك في علاقة فعلية مطلوبًا أيضًا لإثبات وجود علاقة أمام المحكمة من أجل الحصول على الفوائد، وهي عملية تلقائية للأزواج، وبالتالي يمكن أن يكون لها تأثير تمييزي على الشركاء المثليين، والذين لم يكن بامكانهم الزواج في أستراليا حينها.
وللعلاقات بحكم الواقع شروط أهلية زمنية مختلفة عن حالات الزواج بموجب القوانين المتعلقة بقسم الخدمات الإنسانية، والهجرة، وقانون الأسرة، والمساعدة في الإنجاب. يمكن أن يؤثر عبئ الإثبات الأعلى للعلاقات بحكم الأمر الواقع على الزواج على قدرة الشخص على ترتيب جنازة شريكه، وقد تكون حقوق الشريك بحكم الأمر الواقع غير مفهومة لدى إدارات الحكومة.
اعتبارًا من 1 يوليو 2009، كانت التعديلات على «قانون الضمان الاجتماعي 1991» تعني أن الزبائن الذين هم في علاقة مثلية معترف بهم كشركاء في أغراض مكتب قسم الخدمات الإنسانية ومكتب مساعدة الأسرة. جميع العملاء يتم تقييمهم على أنهم أعضاء في شراكة ويتم بذلك حساب معدل الدفع الخاص بهم بنفس الطريقة.

#### الميراث وحقوق الملكية
قبل تشريع زواج المثليين، قدم الحماية القانونية التلقائية التي يحصل عليها الأزواج المغايرون بموجب القانون فيما يتعلق بالأصول الموروثة من شركائهم، كان على الشركاء المثليين اتخاذ إجراءات قانونية محددة. لم يكن يحق للأفراد الحصول على معاش جزئي بعد وفاة شريكهم المثليين. لم يكن لدى الشركاء المثليين والشركاء بحكم الأمر الواقع الذين انفصلوا نفس حقوق الملكية مثل الأزواج المغايرين بموجب القانون الفيدرالي وكانوا مطالبين باستخدام محاكم دولة أكثر تكلفة، بدلاً من محكمة الأسرة، لحل النزاعات. كانت خطة منح الحقوق المكافئة للشركاء المثليين والشركاء في علاقات الحكم بالواقع مطروحة للمناقشة منذ عام 2002، واتفقت جميع الولايات في نهاية الأمر، ولكن تم حظر التغيير لأن حكومة هاوارد أصرت على استبعاد الشركاء المثليين.
في يونيو 2008، قامت حكومة رود بتشريع «تعديل قانون الأسرة (قانون الواقع المالي والتدابير الأخرى) 2008» للسماح للشركاء المثليين والشركاء في علاقات بحكم الأمر الواقع بالوصول إلى محكمة الأسرة الفيدرالية بشأن مسائل الملكية والصيانة، بدلاً من المحكمة العليا في الولاية. لم يكن هذا الإصلاح جزءاً من مائة من تدابير المساواة التي وعدت بها الحكومة، لكنها نشأت عن اتفاقية عام 2002 بين الولايات والأقاليم التي لم تستوفها حكومة هوارد السابقة. فشلت التعديلات التي حاول الائتلاف أدخالها على مشروع القانون وتم إقرار القانون في نوفمبر 2008.
وللعلاقات بحكم الواقع شروط أهلية زمنية مختلفة عن حالات الزواج بموجب القوانين المتعلقة بقسم الخدمات الإنسانية، والهجرة، وقانون الأسرة، والمساعدة في الإنجاب. يمكن أن يؤثر عبئ الإثبات الأعلى للعلاقات بحكم الأمر الواقع على الزواج على قدرة الشخص على ترتيب جنازة شريكه، وقد تكون حقوق الشريك بحكم الأمر الواقع غير مفهومة لدى إدارات الحكومة.
اعتبارًا من 1 يوليو 2009، كانت التعديلات على «قانون الضمان الاجتماعي 1991» تعني أن الزبائن الذين هم في علاقة مثلية معترف بهم كشركاء في أغراض مكتب قسم الخدمات الإنسانية ومكتب مساعدة الأسرة. جميع العملاء يتم تقييمهم على أنهم أعضاء في شراكة ويتم بذلك حساب معدل الدفع الخاص بهم بنفس الطريقة.
قبل تشريع زواج المثليين، قدم الحماية القانونية التلقائية التي يحصل عليها الأزواج المغايرون بموجب القانون فيما يتعلق بالأصول الموروثة من شركائهم، كان على الشركاء المثليين اتخاذ إجراءات قانونية محددة. لم يكن يحق للأفراد الحصول على معاش جزئي بعد وفاة شريكهم المثليين. لم يكن لدى الشركاء المثليين والشركاء بحكم الأمر الواقع الذين انفصلوا نفس حقوق الملكية مثل الأزواج المغايرين بموجب القانون الفيدرالي وكانوا مطالبين باستخدام محاكم دولة أكثر تكلفة، بدلاً من محكمة الأسرة، لحل النزاعات. كانت خطة منح الحقوق المكافئة للشركاء المثليين والشركاء في علاقات الحكم بالواقع مطروحة للمناقشة منذ عام 2002، واتفقت جميع الولايات في نهاية الأمر، ولكن تم حظر التغيير لأن حكومة هاوارد أصرت على استبعاد الشركاء المثليين.
في يونيو 2008، قامت حكومة رود بتشريع «تعديل قانون الأسرة (قانون الواقع المالي والتدابير الأخرى) 2008» للسماح للشركاء المثليين والشركاء في علاقات بحكم الأمر الواقع بالوصول إلى محكمة الأسرة الفيدرالية بشأن مسائل الملكية والصيانة، بدلاً من المحكمة العليا في الولاية. لم يكن هذا الإصلاح جزءاً من مائة من تدابير المساواة التي وعدت بها الحكومة، لكنها نشأت عن اتفاقية عام 2002 بين الولايات والأقاليم التي لم تستوفها حكومة هوارد السابقة. فشلت التعديلات التي حاول الائتلاف أدخالها على مشروع القانون وتم إقرار القانون في نوفمبر 2008.

### زواج المثليين
يعرف «قانون الزواج 1961» الزواج بأنه اتحاد «2 من الناس». تم تعديل القانون في عام 2004 من قبل حكومة هوارد للاعتراف بالزواج فقط بين الرجل والمرأة. فشلت العديد من المحاولات اللاحقة لتشريع زواج المثليين على الصعيد الوطني في البرلمان الأسترالي. وضعت حكومة مالكوم تيرنبول التشريعات للبرلمان لإقامة الاستفتاء على زواج المثليين، والذي كان سيعقد في فبراير 2017، ولكن تم رفضه من قبل مجلس الشيوخ الأسترالي. يدعم حزب المعارضة وهو حزب العمال زواج المثليين في برنامج الحزب، ولكنه سمح لأعضاء البرلمان بتصويت الضمير على تشريع زواج المثليين.
مررت مقاطعة العاصمة الأسترالية قانونا شرع زواج المثليين في المقاطعة، وهو ما تم رفضه من قبل المحكمة العليا في أستراليا. حكمت المحكمة العليا ضد القانون في 12 ديسمبر 2013 بحجة أن البرلمان الفيدرالي هو الوحيد الذي يملك السلطة الدستورية للتشريع حول هذا الموضوع.
حكمت المحكمة العليا في ديسمبر 2013 أن قانون زواج المثليين لمقاطعة العاصمة الأسترالية كان باطلا، إذ تمنح المادة 51 (21) من الدستور الأسترالي برلمان الكومنولث سلطة التشريع فيما يتعلق بالزواج، ويتجاوز التعريف الاتحادي للزواج أي تعريف ولاية أو إقليم تحت المادة 109. غير أن المحكمة وجدت أن «الزواج» لأغراض المادة 51 (21) يشمل زواج المثليين، مما يوضح أنه لا يوجد عائق دستوري أمام تشريع الكومنولث لزواج المثليين في المستقبل. قبل تقنين زواج المثليين في ديسمبر 2017، تم منع الأزواج المثليين الذين تزوجوا في الخارج من الطلاق في أستراليا.

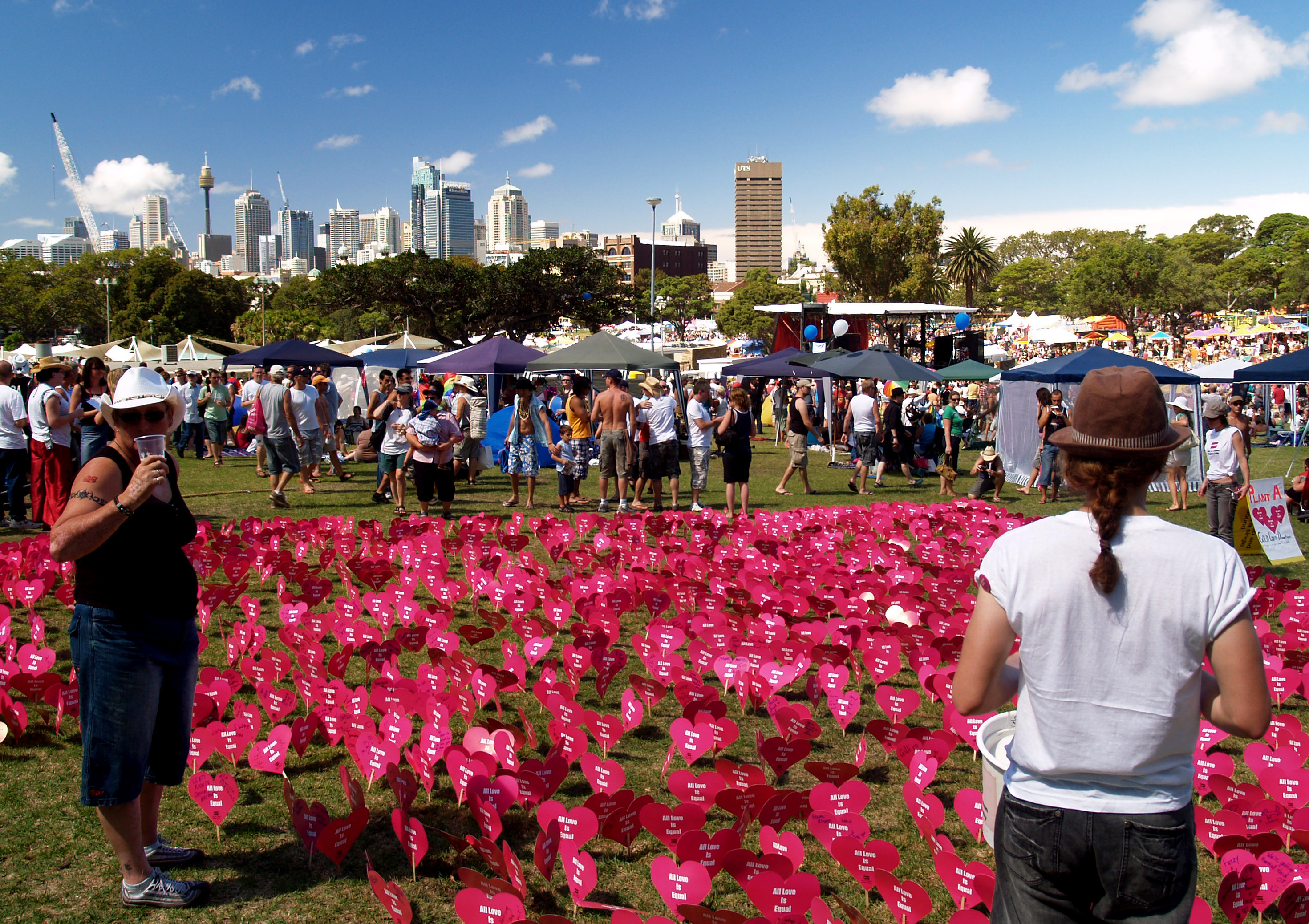
"بحر القلوب" في مسيرة لتشريع زواج المثليين في عام 2007

رد 61.6% ب«نعم» لصالح تشريع زواج المثليين في الاستفتاء البريدي على قانون الزواج الأسترالي. تم طرح مشروع قانون لتشريع زواج المثليين في البرلمان بعد وقت قصير من إعلان النتائج. مر مشروع القانون، الذي يحمل عنوان «قانون تعديل الزواج (التعريف والحريات الدينية) 2017»، في مجلس الشيوخ بأغلبية 43 صوتًا مقابل 12 (43-12) في 29 تشرين الثاني 2017، وأقره مجلس النواب في 7 كانون الأول 2017. تلقى مشروع القانون الموافقة الملكية في 8 ديسمبر 2017 ودخل حيز التنفيذ في اليوم التالي. أصبحت حالات زواج المثليين في الخارج قانونية بشكل تلقائي، وحدثت حالات الزواج الأولى بموجب القانون المعدل في 9 يناير 2018. ومع ذلك، نجح العديد من الأزواج في التقدم للحصول على إعفاء من فترة الانتظار العادية لمدة شهر واحد. وعقد أول زواج مثلي قانوني يوم 15 ديسمبر عام 2017، مع حدوث مزيد من حالات زواج المثليين في اليوم التالي.

### اعتراف الولايات والأقاليم
ماعدا أستراليا الغربية والإقليم الشمالي، تمتلك جميع الولايات والأقاليم الأخرى في أستراليا قوانين الاتحاد المدني أو قوانين الشراكة المنزلية الخاصة بها. خلاف ذلك، يمكن الاعتراف بالشركاء المثليين المتساكنين كشركاء في علاقات بحكم الأمر الواقع لأغراض قانون الولاية أو الإقليم.
يجوز للشركاء المثليين الدخول في اتحادات مدنية في مقاطعة العاصمة الأسترالية وفي شراكات مدنية في كوينزلاند. تسمح كلتا النقابتين للاحتفال بالاتحاد من قبل الولاية، ويشار إلى قانون كوينزلاند عادة باسم الاتحادات المدنية. في نيو ساوث ويلز وتسمانيا وفيكتوريا وجنوب أستراليا، يمكن للشركاء المثليين الدخول في شراكات/علاقات مسجلة منزلية. توفر هذه أدلة قاطعة على وجود العلاقة، وبالتالي الحصول على نفس الحقوق الممنوحة للشركاء بحكم الأمر الواقع بموجب قانون الولاية والقانون الفيدرالي دون الحاجة إلى إثبات أي أدلة واقعية أخرى على العلاقة. وبهذه الطريقة، فإن العلاقة المسجلة تشبه الشراكة المسجلة أو الاتحاد المدني في أجزاء أخرى من العالم. كما تسمح قوانين الشراكة المنولية بين فيكتوريا وتسمانيا لأي شريكين بالاحتفال بحفل رسمي عند تسجيل علاقتهما. دخل قانون أستراليا الجنوبية الذي يسمح بالعلاقات المسجلة والاعتراف بالاتحادات التي تم عقدها في الخارج والاعتراف بالتي تم عقدها في ولايات وأقاليم أسترالية أخرى حيز التنفيذ في 1 أغسطس 2017. في أستراليا الغربية والإقليم الشمالي، يجب على الشركاء المثليين الحصول على موافقة قضائية في كثير من الأحيان لإثبات وجود علاقة بحكم الأمر الواقع. تم تضمين جزيرة نورفولك، اعتبارًا من 1 يوليو 2016، في تشريعات نيو ساوث ويلز، بموجب كل من «قانون تعديل تشريعات جزيرة نورفولك 2015» و«قانون تعديل تشريعات الأراضي 2016».
قبل التشريع الفيدرالي لزواج المثليين، اعترفت ست ولايات قضائية أسترالية (تسمانيا، مقاطعة العاصمة الأسترالية، نيو ساوث ويلز، كوينزلاند، فيكتوريا وجنوب أستراليا)، وهو ما بضم 90% من سكان أستراليا، بزواج المثليين والشراكات المدنية في الخارج، وتقديم الاعتراف التلقائي لهذه الاتحادات في سجلات الولاية الخاصة بها.
| الولاية/الإقليم           | شكب الاعتراف بالقانوني بالعلاقلت المثلية                       | التسجيل | الاحتفال (اختياري) | الاعتراف بالزواج/الاتحاد من الخارج |
| ------------------------- | -------------------------------------------------------------- | ------- | ------------------ | ---------------------------------- |
| مقاطعة العاصمة الأسترالية | اتحادات مدنية                                                  | Yes     | Yes                | Yes                                |
| نيوساوث ويلز†             | شراكة منزلية                                                   | Yes     | [ 82 ] [ 83 ]      | Yes                                |
| الإقليم الشمالي           | يمكن الاعتراف بالمساكنة غير المسجلة ك"شراكة بحكم الأمر الواقع" | No      | No                 | (القانون الفيدرالي)                |
| كوينزلاند                 | شراكات مدنية                                                   | Yes     | Yes                | Yes                                |
| جنوب أستراليا             | علاقات مسجلة                                                   | Yes     | [ 84 ]             | Yes                                |
| تسمانيا                   | شراكات منزلية                                                  | Yes     | Yes                | Yes                                |
| فكتوريا                   | شراكات منزلية                                                  | Yes     | Yes                | Yes                                |
| أستراليا الغربية          | يمكن الاعتراف بالمساكنة غير المسجلة ك"شراكة بحكم الأمر الواقع  | No      | No                 | (القانون الفيدرالي)                |

† يشمل جزيرة نورفولك، أين يتم تطبيق قانون نيوساوث ويلز

## التبني وتنظيم الأسرة
تضع الولايات والأقاليم القوانين التي تتعلق بالتبني وتربية الأطفال. منذ أبريل 2018، أصبح بإمكان الأزواج المثليين تبني الأطفال في جميع الولايات القضائية في أستراليا. قام الإحصاء الأسترالي لعام 2011 باحتساب 6,300 طفل يعيشون في عائلات مثلية، وهو ارتفاع من 3,400 في عام 2001، ويشكل معدل واحد على ألف طفل في كل العائلات (0.1%). يعتبر تأجير الأرحام غير التجاري قانونيا في جميع الولايات القضائية الأسترالية - باستثناء ولاية أستراليا الغربية (حيث أنها قانونية للأزواج المغايرين ولكنها غير قانونية للأفراد والأزواج المثليين). يعتبر تأجير الأرحام التجاري محظورا على الصعيد الوطني. لا يوجد في الإقليم الشمالي أي قوانين بشأن تأجير الأرحام على الإطلاق. في السنوات الأخيرة، حدثت زيادة كبيرة في استخدام تقنيات تأجير الأرحام في الخارج للأزواج المثليين والأزواج المغايرين، مما خلق بعض المخاوف القانونية الفريدة فيما يتعلق بالمواطنة وحقوق الأبوة والأمومة. ويعتقد أن 1 في 20 ترتيبات الأم البديلة تحدث في أستراليا، مع ما يقرب من كون جميع الترتيبات الأجنبية بشكل رئيسي من جنوب شرق آسيا والولايات المتحدة. يمكن الوصول إلى تكنولوجيا/تقنيات الإنجاب بالمساعدة للأزواج المثليين في جميع الولايات والأقاليم، مع كون جنوب أستراليا آخر ولاية قضائية تقوم بتمرير مثل هذا القانون في مارس 2017. وعادة ما تعتبر النساء المثليات الشريكات للأمهات البيولوجيات الأم الشريكة بشكل تلقائي للطفل (الأطفال) المولودين نتيجة لعملية المساعدة على الإنجاب.
| الولاية/الإقليم              | التبني المشترك للشركاء والأزواج المثليين | تبني الأفراد (سواء من مجتمع المثليين أو لا) | تبني أحد الشريكين للطفل البيولوجي للشريك الآخر | تأجير الأرحام غير التجاري للشركاء والأزواج المثليين                            |
| ---------------------------- | ---------------------------------------- | ------------------------------------------- | ---------------------------------------------- | ------------------------------------------------------------------------------ |
| مقاطعة العاصمة الأسترالية    | نعم (منذ عام 2004)                       | نعم (منذ عام 1993)                          | نعم (منذ عام 2004)                             | نعم                                                                            |
| نيو ساوث ويلز وجزيرة نورفولك | نعم (منذ عام 2010)                       | نعم (منذ عام 2000)                          | نعم (منذ عام 2010)                             | نعم                                                                            |
| الإقليم الشمالي              | نعم (منذ عام 2018)                       | / أنظر الملاحظة                             | نعم (منذ عام 2018)                             | / (لايتحدث القانون عن أي نوع من تأجير الأرحام)                                 |
| كوينزلاند                    | نعم (منذ عام 2016)                       | نعم (منذ عام 2016)                          | نعم (منذ عام 2016)                             | نعم (منذ عام 2010)                                                             |
| جنوب أستراليا                | نعم (منذ عام 2017)                       | / انظر الملاحظة                             | نعم (منذ عام 2017)                             | نعم                                                                            |
| تسمانيا                      | نعم (منذ عام 2013)                       | نعم                                         | نعن (منذ عام 2004)                             | نعم                                                                            |
| فيكتوريا                     | نعم (منذ عام 2016)                       | نعم                                         | نعم (منذ عام 2007)                             | نعم                                                                            |
| أستراليا الغربية             | نعم (منذ عام 2002)                       | نعم                                         | نعم (منذ عام 2002)                             | لا (الحظر الوحيد الموجود في أستراليا; هناك مشروع قانون قيد النظر لإلغاء الحظر) |

## الحماية من التمييز

### حماية القانون الاتحادي
قبل 1 آب/أغسطس 2013، لم تحظر أستراليا بشكل شامل التمييز القائم على أساس التوجه الجنسي على المستوى الاتحادي. ومع ذلك، ردا على موافقة أستراليا على تنفيذ مبدأ عدم التمييز في التوظيف والمهنة وفقا لاتفاقية منظمة العمل الدولية رقم 111 (منظمة العمل الدولية 111)، أنشا «قانون لجنة حقوق الإنسان وتكافؤ الفرص» لجنة حقوق الإنسان وتكافؤ الفرص في عام 1986، وتمكينها من التحقيق في شكاوى التمييز في التوظيف والمهنة لأسباب مختلفة، بما في ذلك التوجه الجنسي، ولحل هذه الشكاوى بالتوفيق بين المشتكي وموظفه. إذا لم يكن من الممكن التوفيق، تقوم اللجنة بإعداد تقرير إلى المدعي العام الفيدرالي الذي يقوم بعد ذلك بتدوين التقرير في البرلمان. كما أن التمييز في العمل على أساس «التوجه الجنسية» غير قانوني في «قانون العمل العادل 2009»، مما يسمح بتقديم الشكاوى إلى أمين مظالم العمل العادل.
وينص «قانون حقوق الإنسان (السلوك الجنسي) 1994» على أن السلوك الجنسي الذي لا يشمل سوى البالغين المتراضين (18 سنة أو أكثر) الذين يتصرفون على انفراد في الخاص لن يتعرض للتدخل التعسفي من جانب سلطات إنفاذ القانون. وهذا ينطبق على أي قانون في الكومنولث الأسترالي أو الولايات أو الأقاليم.
في أواخر عام 2010، أعلنت حكومة جوليا غيلارد العمالية مراجعة القوانين الاتحادية لمناهضة التمييز، بهدف إدخال قانون واحد للمساواة من شأنه أيضا أن يشمل التوجه الجنسي والهوية الجندرية. تم التخلي عن هذا النهج وبدلاً من ذلك في 25 يونيو 2013، أضاف البرلمان الاتحادي وضعية الزوجية أو العلاقة، والتوجه الجنسي، والهوية الجندية، وحالة ثنائية الجنس كسمات محمية ل"قانون التمييز على أساس الجنس" عن طريق تمرير "تعديل قانون التمييز على أساس الجنس (التوجه الجنسي، قانون الهوية الجندرية، وحالة ثنائية الجنس) 2013.
اعتبارًا من 1 أغسطس 2013، أصبح التمييز ضد المثليين والمثليات ومزدوجي التوجه الجنسي والمتحولين جنسيا وثنائيي الجنس غير قانوني لأول مرة بموجب القانون الفدرالي. لن يتمكن مقدمو الرعاية المسنون الذين تعود ملكيتهم للمجموعات الدينية من استبعاد الأشخاص من خدمات رعاية المسنين استنادًا إلى حالة كونهم من مجتمع المثليين أو كونهم في علاقات مثلية. ومع ذلك، تُعفى المدارس الخاصة المملوكة للجماعات الدينية والمستشفيات المملوكة للجماعات الدينية من أحكام الهوية الجندرية والتوجه الجنسي في قانون تعديل التمييز على أساس الجنس (التوجه الجنسي، الهوية الجندرية، وحالة ثنائية الجنس) 2013. لا توجد استثناءات دينية على أساس حالة ثنائية الجنس.

### الإعفاءات الدينية
في تقديم حماية التمييز الفدرالي للأشخاص من مجتمع المثليين، وعدت حكومة غيلارد أن الهيئات الدينية ستكون معفاة، ما لم تكن تقدم خدمات رعاية كبار السن الذين يتلقون تمويل الكومنولث. توجد الإعفاءات الرئيسية في القسمين 37 و 38 من قانون التمييز على أساس الجنس، والذي يتضمن قدرة المؤسسات التعليمية الدينية على التمييز ضد الطلاب والمعلمين من ذوي التوجهات الجنسية المثلية والثنائية ومن المتحولين جنسيا «بحسن نية من أجل تجنب إصابة القابلية الدينية لمعتنقي هذا الدين». في عام 2017، تم فصل كريغ كامبل، معلم بيرث من مدرسة معمدانية بعد أن أعلن عن توجهه الجنسي على وسائل التواصل الاجتماعي. وعد حزب الخضر بإلغاء الإعفاءات الدينية من الحماية ضد التمييز ضد المثليين قبل انتخابات 2016، بينما أعلن حزب العمال في يناير 2018 أنه ليس لديه خطط لتغيير الوضع الراهن. في أعقاب الجدل حول زواج المثليين أسست حكومة تيرنبول لجنة لمراجعة الحريات الدينية برئاسة فيليب رودوك، بعد أن دعا سياسيو التحالف من المحافظين إلى زيادة الحريات الدينية في التمييز ضد المثليين.
بعد الدفاع في البداية عن الوضع الراهن، ذكر موريسون أن الائتلاف سيزيل الإعفاء الذي يسمح بالتمييز ضد الطلاب من مجتمع المثليين. دعا حزب العمال في وقت لاحق إلى إلغاء إعفاءات السماح بإقالة المعلمين من محتمع المثليين أيضا، والتي اكتسبت تأييدا من بعض نواب الحزب الليبرالي كالوزير المكلف بأمين صندوق جوش فريدنبيرغ والمرشح عن دائرة وينتوورث الانتخابية ديف شارما لكنه موضوع انقسام بالنسبة للحزب الليبرالي.

### الحماية على مستوى الولايات والأقاليم
أدخلت كل من الولايات والأقاليم قوانينها الخاصة بمناهضة التمييز لحماية الأشخاص من مجتمع المثليين من التمييز قبل قيام الكومنولث الأسترالي بذلك في عام 2013. تم سن أول حماية ضد التمييز في نيو ساوث ويلز في عام 1982، أي قبل عامين من إلغاء تجريم المثلية الجنسية في تلك الولاية. جميعهم لديهم إعفاءات دينية، على الرغم من أن التمييز ضد الطلاب من مجتمع المثليين في المدارس الدينية غير مسموح به في كوينزلاند أو الإقليم الشمالي أو تسمانيا. تتمتع ولاية جنوب أستراليا من مدرسة دينية تميز ضد الطلاب من مجتمع المثليين أن تحدد موقفها في سياسة مكتوبة. تتمتع قوانين التمييز في تسمانيا بأقل عدد من الإعفاءات، مما يحظر التمييز من قبل المدارس الدينية ضد كلاً من الموظفين والطلاب من مجتمع المثليين.

### إلغاء الدفاع عند الذعر من المثليين
طبقت المحاكم الأسترالية تاريخياً مبدأ المذهب الاستفزازي للسماح باستخدام «الدفاع عند المقدمات الجنسية المثلية»، المعروف أكثر باسم «الدفاع عند الذعر من المثليين». وهذا يعني أنه بالنسبة للجرائم العنيفة مثل القتل، يمكن للرجل أن يجادل بأن تقدمًا جنسيًا غير مرغوب فيه من رجل آخر قد دفعه إلى فقدان السيطرة والرد بالعنف، الأمر الذي قد يؤدي إلى خفض مسئوليته الجنائية من القتل إلى القتل الخطأ، وبالتالي عقوبة مخفضة.
أول استخدام مسجل لطريقة الدفاع هذه في أستراليا كان في عام 1992 في فيكتوريا في قضية آر ضد ميرلي، حيث تمت تبرئة رجل من جريمة قتل بعد قتل رجل مثلي الجنس الذي يزعم أنه حاول تقدمًا جنسيًا تجاهه. تم الاعتراف بطريقة الدفاع على المستوى الفدرالي من قبل غالبية المحكمة العليا بأستراليا في قضية «غرين ضد الملكة» في عام 1997. أدى هذا إلى الدعوات إلى إلغاء الدفاع عن طريق التشريع.
ألغت العديد من الولايات والأقاليم فيما بعد الدفاع عن الاستفزاز بالكلية، بما في ذلك تسمانيا ونيو ساوث ويلز وأستراليا الغربية وفيكتوريا. اتخذت منطقة العاصمة الأسترالية والإقليم الشمالي منهجًا أكثر استهدافًا للإصلاح، وخاصة إلغاء إتاحة مقدمات الجنس المثلية غير العنيفة كدفاع. اتخذت كوينزلاند مقاربة مشابهة في عام 2017 عن طريق إزالة «التقدم الجنسي غير المرغوب فيه» من الدفاع عن الاستفزاز، مع السماح للمحاكم بالنظر في ظروف «ذات الطابع الاستثنائي».
تعتبر جنوب أستراليا الولاية الوحيدة التي لاتزال تحتفظ بالدفاع عند الذعر من المثليين. غير أنه قيد المراجعة حالياً.

### الحماية على مستوى الولايات والأقاليم
أدخلت كل من الولايات والأقاليم قوانينها الخاصة بمناهضة التمييز لحماية الأشخاص من مجتمع المثليين من التمييز قبل قيام الكومنولث الأسترالي بذلك في عام 2013. تم سن أول حماية ضد التمييز في نيو ساوث ويلز في عام 1982، أي قبل عامين من إلغاء تجريم المثلية الجنسية في تلك الولاية. جميعهم لديهم إعفاءات دينية، على الرغم من أن التمييز ضد الطلاب من مجتمع المثليين في المدارس الدينية غير مسموح به في كوينزلاند أو الإقليم الشمالي أو تسمانيا. تتمتع ولاية جنوب أستراليا من مدرسة دينية تميز ضد الطلاب من مجتمع المثليين أن تحدد موقفها في سياسة مكتوبة. تتمتع قوانين التمييز في تسمانيا بأقل عدد من الإعفاءات، مما يحظر التمييز من قبل المدارس الدينية ضد كلاً من الموظفين والطلاب من مجتمع المثليين.

### إلغاء الدفاع عند الذعر من المثليين
طبقت المحاكم الأسترالية تاريخياً مبدأ المذهب الاستفزازي للسماح باستخدام «الدفاع عند المقدمات الجنسية المثلية»، المعروف أكثر باسم «الدفاع عند الذعر من المثليين». وهذا يعني أنه بالنسبة للجرائم العنيفة مثل القتل، يمكن للرجل أن يجادل بأن تقدمًا جنسيًا غير مرغوب فيه من رجل آخر قد دفعه إلى فقدان السيطرة والرد بالعنف، الأمر الذي قد يؤدي إلى خفض مسئوليته الجنائية من القتل إلى القتل الخطأ، وبالتالي عقوبة مخفضة.
أول استخدام مسجل لطريقة الدفاع هذه في أستراليا كان في عام 1992 في فيكتوريا في قضية آر ضد ميرلي، حيث تمت تبرئة رجل من جريمة قتل بعد قتل رجل مثلي الجنس الذي يزعم أنه حاول تقدمًا جنسيًا تجاهه. تم الاعتراف بطريقة الدفاع على المستوى الفدرالي من قبل غالبية المحكمة العليا بأستراليا في قضية «غرين ضد الملكة» في عام 1997. أدى هذا إلى الدعوات إلى إلغاء الدفاع عن طريق التشريع.
ألغت العديد من الولايات والأقاليم فيما بعد الدفاع عن الاستفزاز بالكلية، بما في ذلك تسمانيا ونيو ساوث ويلز وأستراليا الغربية وفيكتوريا. اتخذت منطقة العاصمة الأسترالية والإقليم الشمالي منهجًا أكثر استهدافًا للإصلاح، وخاصة إلغاء إتاحة مقدمات الجنس المثلية غير العنيفة كدفاع. اتخذت كوينزلاند مقاربة مشابهة في عام 2017 عن طريق إزالة «التقدم الجنسي غير المرغوب فيه» من الدفاع عن الاستفزاز، مع السماح للمحاكم بالنظر في ظروف «ذات الطابع الاستثنائي».
تعتبر جنوب أستراليا الولاية الوحيدة التي لاتزال تحتفظ بالدفاع عند الذعر من المثليين. غير أنه قيد المراجعة حالياً.

### الحماية على مستوى الولايات والأقاليم
أدخلت كل من الولايات والأقاليم قوانينها الخاصة بمناهضة التمييز لحماية الأشخاص من مجتمع المثليين من التمييز قبل قيام الكومنولث الأسترالي بذلك في عام 2013. تم سن أول حماية ضد التمييز في نيو ساوث ويلز في عام 1982، أي قبل عامين من إلغاء تجريم المثلية الجنسية في تلك الولاية. جميعهم لديهم إعفاءات دينية، على الرغم من أن التمييز ضد الطلاب من مجتمع المثليين في المدارس الدينية غير مسموح به في كوينزلاند أو الإقليم الشمالي أو تسمانيا. تتمتع ولاية جنوب أستراليا من مدرسة دينية تميز ضد الطلاب من مجتمع المثليين أن تحدد موقفها في سياسة مكتوبة. تتمتع قوانين التمييز في تسمانيا بأقل عدد من الإعفاءات، مما يحظر التمييز من قبل المدارس الدينية ضد كلاً من الموظفين والطلاب من مجتمع المثليين.

### إلغاء الدفاع عند الذعر من المثليين
طبقت المحاكم الأسترالية تاريخياً مبدأ المذهب الاستفزازي للسماح باستخدام «الدفاع عند المقدمات الجنسية المثلية»، المعروف أكثر باسم «الدفاع عند الذعر من المثليين». وهذا يعني أنه بالنسبة للجرائم العنيفة مثل القتل، يمكن للرجل أن يجادل بأن تقدمًا جنسيًا غير مرغوب فيه من رجل آخر قد دفعه إلى فقدان السيطرة والرد بالعنف، الأمر الذي قد يؤدي إلى خفض مسئوليته الجنائية من القتل إلى القتل الخطأ، وبالتالي عقوبة مخفضة.
أول استخدام مسجل لطريقة الدفاع هذه في أستراليا كان في عام 1992 في فيكتوريا في قضية آر ضد ميرلي، حيث تمت تبرئة رجل من جريمة قتل بعد قتل رجل مثلي الجنس الذي يزعم أنه حاول تقدمًا جنسيًا تجاهه. تم الاعتراف بطريقة الدفاع على المستوى الفدرالي من قبل غالبية المحكمة العليا بأستراليا في قضية «غرين ضد الملكة» في عام 1997. أدى هذا إلى الدعوات إلى إلغاء الدفاع عن طريق التشريع.

### الحماية على مستوى الولايات والأقاليم
أدخلت كل من الولايات والأقاليم قوانينها الخاصة بمناهضة التمييز لحماية الأشخاص من مجتمع المثليين من التمييز قبل قيام الكومنولث الأسترالي بذلك في عام 2013. تم سن أول حماية ضد التمييز في نيو ساوث ويلز في عام 1982، أي قبل عامين من إلغاء تجريم المثلية الجنسية في تلك الولاية. جميعهم لديهم إعفاءات دينية، على الرغم من أن التمييز ضد الطلاب من مجتمع المثليين في المدارس الدينية غير مسموح به في كوينزلاند أو الإقليم الشمالي أو تسمانيا. تتمتع ولاية جنوب أستراليا من مدرسة دينية تميز ضد الطلاب من مجتمع المثليين أن تحدد موقفها في سياسة مكتوبة. تتمتع قوانين التمييز في تسمانيا بأقل عدد من الإعفاءات، مما يحظر التمييز من قبل المدارس الدينية ضد كلاً من الموظفين والطلاب من مجتمع المثليين.

### إلغاء الدفاع عند الذعر من المثليين
طبقت المحاكم الأسترالية تاريخياً مبدأ المذهب الاستفزازي للسماح باستخدام «الدفاع عند المقدمات الجنسية المثلية»، المعروف أكثر باسم «الدفاع عند الذعر من المثليين». وهذا يعني أنه بالنسبة للجرائم العنيفة مثل القتل، يمكن للرجل أن يجادل بأن تقدمًا جنسيًا غير مرغوب فيه من رجل آخر قد دفعه إلى فقدان السيطرة والرد بالعنف، الأمر الذي قد يؤدي إلى خفض مسئوليته الجنائية من القتل إلى القتل الخطأ، وبالتالي عقوبة مخفضة.
أول استخدام مسجل لطريقة الدفاع هذه في أستراليا كان في عام 1992 في فيكتوريا في قضية آر ضد ميرلي، حيث تمت تبرئة رجل من جريمة قتل بعد قتل رجل مثلي الجنس الذي يزعم أنه حاول تقدمًا جنسيًا تجاهه. تم الاعتراف بطريقة الدفاع على المستوى الفدرالي من قبل غالبية المحكمة العليا بأستراليا في قضية «غرين ضد الملكة» في عام 1997. أدى هذا إلى الدعوات إلى إلغاء الدفاع عن طريق التشريع.
ألغت العديد من الولايات والأقاليم فيما بعد الدفاع عن الاستفزاز بالكلية، بما في ذلك تسمانيا ونيو ساوث ويلز وأستراليا الغربية وفيكتوريا. اتخذت منطقة العاصمة الأسترالية والإقليم الشمالي منهجًا أكثر استهدافًا للإصلاح، وخاصة إلغاء إتاحة مقدمات الجنس المثلية غير العنيفة كدفاع. اتخذت كوينزلاند مقاربة مشابهة في عام 2017 عن طريق إزالة «التقدم الجنسي غير المرغوب فيه» من الدفاع عن الاستفزاز، مع السماح للمحاكم بالنظر في ظروف «ذات الطابع الاستثنائي».
تعتبر جنوب أستراليا الولاية الوحيدة التي لاتزال تحتفظ بالدفاع عند الذعر من المثليين. غير أنه قيد المراجعة حالياً.

### برامج مكافحة التنمر في المدارس
يسعى تحالف المدارس الآمنة في أستراليا لمكافحة معاداة المثليين أو التنمر، الذي اقترح بحث أنه كانت سائدة في المدارس الأسترالية. تم تأسيسه في البداية في المدارس الفيكتورية في عام 2010، تم إطلاق البرنامج على الصعيد الفيدرالي في عام 2014 تحت حكومة توني أبوت. وقد تلقى البرنامج دعما من غالبية حكومات الولايات، وجماعات دعم مجتمع المثليين وغيرها من المنظمات الدينية والمنظمات غير الحكومية مثل «بيوندبلو»، «هادسبيس» وجمعية مدراء المدارس الثانوية الأسترالية.
ومع ذلك، واجه البرنامج انتقادات في عام 2015 و 2016 من المحافظين الاجتماعيين بما في ذلك اللوبي الأسترالي المسيحي، والسياسيين من الحزب الليبيرالي مثل كوري برناردي، جورج كريستنسن، إيريك أبيتز، مالكولم تيرنبول، توني أبوت، كيفين اندروز والسيناتور السابق عن حزب العمال جو بولوك لتلقين الأطفال «الماركسية والنسبية الثقافية» وسن غير مناسب لمفاهيم النشاط والتوجه الجنسي والجندر في المدارس. بينما انتقد آخرون الآراء السياسية الماركسية لروز وارد، إحدى الشخصيات الرئيسية في البرنامج. كما تم تقديم الالتماسات ضد البرنامج من قبل أعضاء الجاليات الصينية والهندية في أستراليا.
أدت المخاوف إلى إجراء مراجعة في ظل حكومة تيرنبول، التي نفذت عددًا من التغييرات مثل تقييد البرنامج على المدارس الثانوية، وإزالة أنشطة لعب الأدوار، وطلب موافقة الوالدين قبل مشاركة الطلاب. رفضت حكومتا فيكتوريا ومنطقة العاصمة الأسترالية التغييرات الفيدرالية، واستمرتا في البرنامج الأصلي وأعلنا أنهما سيمولانه بشكل مستقل عن الحكومة الاتحادية. تم دعم التغييرات الفيدرالية في نيو ساوث ويلز وغرب أستراليا وتسمانيا، في حين أن كوينزلاند وجنوب أستراليا قد أعربا عن النقد دون الإعلان عما إذا كانا سينفذان التغييرات الفيدرالية. في ديسمبر 2016، أكدت الحكومة الفيدرالية أنها لن تجدد التمويل للبرنامج بعد انتهاء صلاحيته في منتصف عام 2017. يعمل البرنامج على نطاق واسع في فيكتوريا ويتم تمويله بالكامل من قبل حكومة الولاية. كما تتحمل حكومات الولايات المسؤولية الكاملة عن البرامج الممولة بشكل مباشر في جنوب أستراليا ومقاطعة العاصمة الأسترالية. ما زالت عدة مدارس في أستراليا الغربية وكوينزلاند وتسمانيا والإقليم الشمالي مسجلة في سجل المدارس الآمنة الوطنية.

## حقوق المتحولين جنسيا

### الاعتراف بالجندر
تقع شهادات الميلاد وتراخيص القيادة ضمن السلطة القضائية للولايات، في حين أن الرعاية الطبية وجوازات السفر هي أمور تهم الكومنولث الأسترالي. تعتمد متطلبات تغيير جنس الشخص الذي يتم الاعتراف به وتعديله في السجلات الحكومية والوثائق الرسمية على الاختصاص القضائي. يتطلب التعرف على الجندر والجنس للأغراض الفيدرالية مثل الرعاية الطبية وجوازات السفر رسالة فقط. على النقيض من ذلك، تفرض معظم الولايات والأقاليم متطلبات إضافية للاعتراف بالجندر تم انتقادها من قبل لجنة حقوق الإنسان الأسترالية والمدافعين عن حقوق المتحولين جنسيا. في معظم الولايات والأقاليم، يجب على الشخص الخضوع لجراحة إعادة تحديد الجنس. تمت إزالة شرط الطلاق إذا كان الشخص متزوجًا نتيجة لتشريع زواج المثليين في عام 2017. وقد دخل ذلك حيز التنفيذ في 9 ديسمبر 2018، ما لم تقم حكومة الولاية أو الإقليم بإزالة هذا الشرط مسبقًا. يقول مناصرو حقوق المتحولين جنسيا أن متطلبات الحالة الزوجية والجراحة لا علاقة لها بالاعتراف بالجنس أو الهوية الجندرية للشخص، وبدلاً من ذلك يجب أن تعتمد على التعرف على الذات.
في يوليو عام 2018، كانت مقاطعة العاصمة الأسترالية وجنوب أستراليا الولاياتان القضائيتان الأستراليتان الوحيدتان التي عدلت قوانينها لتسمح لشخص بتغيير جنسه المسجل في شهادة الميلاد من دون شرط الخضوع لجراحة إعادة تحديد الجنس أو الطلاق إذا تزوج بالفعل. وحذا الإقليم الشمالي حذوهما عن طريق إزالة كل من المتطلبات في نوفمبر تشرين الثاني عام 2018.
مررت فيكتوريا تشريعا بإلغاء شرط الطلاق القسري في مايو 2018، وتبعتها كل من كوينزلاند ونيوساوث ويلز في الشهر التالي في يونيو. انضمت أستراليا الغربية إلى هذه الولايات القضائية وألغت شرط الطلاق القسري في فبراير 2019. على الرغم من إلغاء شرط الطلاق في هذه الولايات الأربعة، فإن كل واحد منهم يتطلب أن يكون الشخص قد خضع لتغيير الجنس عملية جراحية قبل أن يسمح لتسجيل تغيير الجنس على شهادات الميلاد.
تم تقديم مشروع قانون في الأصل في برلمان ولاية تسمانيا من قبل الحكومة الليبرالية لإلغاء شرط الطلاق القسري فقط، تم تمرير التعديلات من قبل المعارضة العمالية والخضر بنجاح من قبل مجلس النواب التسماني الذي يسعى أيضا إلى إلغاء شرط جراحة إعادة تحديد الجنس، والتعرف على الجنس غير الثنائي، وجعل إدراج الجندر اختياريا على شهادات الميلاد، وخفض العمر الذي يمكن للشخص تغيير جنسه القانوني دون إذن الوالدين إلى ستة عشر، وتمديد المهلة الزمنية بعد الولادة لآباء الأطفال ثنائيي الجنس إلى تسجيل ميلاد طفلهم إلى 120 يومًا وتحديث قانون مكافحة التمييز. يحتاج مشروع القانون للمرور في المجلس التشريعي في تسمانيا.
| الولاية القضائية            | تغيير الجنس على شهادات الميلاد | جراحة إعادة تحديد الجنس اختيارية | إلغاء الطلاق القسري?          | الاعتراف بالجندر غير الثنائي? | قوانين مكافحة التمييز على أساس الهوية الجندرية |
| --------------------------- | ------------------------------ | -------------------------------- | ----------------------------- | ----------------------------- | ---------------------------------------------- |
| مقاطعة العاصمة الأسترالية   | Yes                            | Yes                              | Yes                           | Yes                           | Yes                                            |
| نيوساوث ويلز وجزيرة نورفولك | Yes                            | No                               | [ 145 ]                       | Yes                           | Yes                                            |
| الإقليم الشمالي             | Yes                            | [ 139 ]                          | [ 139 ]                       | [ 139 ]                       | Yes                                            |
| كوينزلاند                   | Yes                            | No                               | [ 142 ] [ 146 ]               | No                            | Yes                                            |
| جنوب أستراليا               | Yes                            | Yes                              | Yes                           | Yes                           | Yes                                            |
| تسمانيا                     | Yes                            | (مشروع القانون قيد النظر فيه)    | (مشروع القانون قيد النظر فيه) | (مشروع القانون قيد النظر فيه) | Yes                                            |
| فكتوريا                     | Yes                            | No                               | [ 148 ] [ 149 ]               | No                            | Yes                                            |
| أستراليا الغربية            | Yes                            | No                               | (منذ 19 مارس 2019)            | No                            | Yes                                            |

تصدر شهادات الميلاد من الولايات والأقاليم. في العديد من الولايات، كان التعقيم (أو لايزال) مطلوبًا بالنسبة للأشخاص المتحولين جنسياً للحصول على اعتراف بنوع الجنس المفضل لديهم في وثائق تحديد الهوية الأساسية.

### علاج اضطراب الهوية الجندرية
عموما يتم تقسيم العلاج الطبي لاضطراب الهوية الجندرية في الأطفال البالغين إلى مرحلتين:
- يتضمن العلاج في المرحلة الأولى استخدام موانع البلوغ، والتي يمكن عكسها ويمكن الوصول إليها من قبل الأطفال الذين وصلوا إلى المراحل 2 أو 3 من تطور البلوغ على مقياس تانر - قد يحدث هذا في وقت مبكر بعمر 10 سنوات؛[152]
- يشمل العلاج في المرحلة الثانية إعطاء العلاج الهرموني للمتحولين جنسيا مثل التستوستيرون أو الاستروجين. وهذا له تأثيرات لا يمكن التراجع عنها (مثل صوت عميق بعد العلاج بالهرمونات البديلة من الإناث إلى الذكور أو نمو الثدي بعد العلاج بالهرمونات البديلة من الذكور إلى الإناث). عادة ما يكون متاحًا بمجرد بلوغ الشخص 16 عامًا.[152]

عموما، لا يكون الأستراليون المتحولين جنسيًا مؤهلين لإجراء جراحة تغيير الجنس حتى بلوغ عمر 18 عامًا.
يوفر برنامج ميديكير أستراليا تكلفة العديد من العمليات الجراحية الرئيسية اللازمة لجراحة إعادة تحديد الجنس. ومع ذلك، يمكن أن يكون هناك فجوة في كثير من الأحيان بين استحقاقات الرعاية الطبية المدفوعة والمبلغ الذي سيتقاضاه الجراح، وأحيانا بمبلغ آلاف الدولارات. ومع ذلك، فإن العديد من سياسات التأمين الصحي الخاصة الأسترالية توفر سياسة تغطية خاصة بالمستشفى تشمل أي إجراء خاص بـ جراحة إعادة تحديد الجنس يشمله أيضًا برنامج ميديكير. عادة ما تكون هناك فترة انتظار قبل أن تسمح شركات التأمين للمطالبة بهذه الخدمات، وعادةً ما تكون 12 شهرًا تقريبًا.
منذ نوفمبر/تشرين الثاني 2017، يمكن لطفل متحول جنسيًا الوصول إلى كل من موانع البلوغ وعلاج الهرمونات للمتحولين جنسيا دون موافقة المحكمة إذا كان هناك اتفاق بين الطفل وأولياء أموره والأطباء المعالجين. صدرت أول «المبادئ التوجيهية للمعايير الأسترالية للعناية والعلاج للأطفال والمراهقين والمتحولين جنسيا ومتنوعي الجندر» في عام 2018.

## حقوق ثنائيي الجنس
على الرغم من أن المصطلحات الأسترالية قد توسعت من "LGBT" إلى "LGBTI" لتشمل I الأشخاص ثنائيي الجنس، إلا أن خبرتهم لا تزال غير مفهومة في غياب البحوث الأساسية في الموضوع. تم اعتبار حالة ثنائية الجنس فئة فرعية من الهوية الجنسية، كما هو موضح في تعريفات قانون مكافحة التمييز لمعظم الولايات والأقاليم بما يخص «الهوية الجنسية» لتشمل الأشخاص ذوي الخصائص الجنسية غير المحددة. تعتبر منظمة ثنائيي الجنس الدولية الأسترالية هذا غير دقيق على أساس أن «ثنائيي الجنس» يتم تعريفهم من خلال خصائصهم الجنسية البيولوجية بدلا من هوياتهم الجندرية.
من الشواغل الرئيسية في حقوق الإنسان لثنائيي الجنس هو أنه، كرضع، غالباً ما يتعرض الأشخاص ثنائيو الجنس لعمليات طبية من أجل «تسوية» الأعضاء التناسلية لهم وإخفاء خصائصهم الجنسية غير الثنائية. يتم انتقاد هذه الإجراءات من قبل المدافعين عن حقوق ثنائيي الجنس على أساس أنها تقوض الحقوق الفردية في الاستقلالية الجسدية والنزاهة والكرامة، وترسم أوجه التشابه لتشويه الأعضاء التناسلية الأنثوية. في أكتوبر 2013، نشر مجلس الشيوخ الأسترالي تقريرا بعنوان «التعقيم غير الطوعي أو القسري للأشخاص ثنائيي الجنس في أستراليا». وجد مجلس الشيوخ أن العمليات الجراحية لل«تسوية» تجري في أستراليا، وغالبا ما يكون على الرضع والأطفال الصغار. يقدم التقرير 15 توصية، بما في ذلك إنهاء جراحات الأعضاء التناسلية التجميلية على الرضع والأطفال وتوفير الإشراف القانوني على الحالات الفردية. لم يتم تنفيذ التوصيات.
قد يتقدم الأشخاص ثنائيو الجنس للحصول على جواز سفر أسترالي وغيرها من وثائق الكومنولث باستخدام واصف جنس "X". منذ عام 2011، أصدر مكتب الجوازات الأسترالي وثائق هوية كهذه لجميع الأفراد الذين لديهم جنسية موثقة «غير محددة». تنص مبادئهم التوجيهية على أن «جراحة إعادة تحديد الجنس ليست شرطًا أساسيًا لإصدار جواز سفر في جنس جديد. لا تحتاج شهادات الميلاد أو الجنسية إلى تعديل». تصدر شهادات الميلاد من الولايات والأقاليم. اعتبارا من عام 2018، أدخلت منطقة العاصمة الأسترالية ونيو ساوث ويلز والإقليم الشمالية وجنوب أستراليا خانة جنسية "X" على شهادات الميلاد.
في مارس 2017، وممثلين عن [[مجموعة دعم
متلازمة نقص الأندروجين في أستراليا]] ومنظمة ثنائيي الجنس الدولية الأسترالية شارك في «بيان دارلينغتون» التوافقي الأسترالي أوتياروا/النيوزيلندي من قبل منظمات المجتمع ثنائيي الجنس وغيرها. يدعو البيان إلى الإصلاح القانوني، بما في ذلك تجريم التدخلات الطبية التي يمكن تأجيلها للأطفال ثنائيي الجنس، وتحسين الوصول إلى دعم الأقران. وتدعو إلى وضع حد للتصنيف القانوني للجنس، وذكرت أن التصنيفات القانونية الثالثة، مثل التصنيفات الثنائية للجنس، كانت قائمة على العنف الهيكلي وفشلت في احترام التنوع و«حق تقرير المصير».

## إحصائيات المثليين والمثليات ومزدوجي التوجه الجنسي والمتحولين جنسيا والأشخاص ثنائيي الجنس

### السكان
في عام 2014، تم تحديد أكثر من نصف مليون شخص أو 3.0% من السكان البالغين كمثليين أو مثليات أو «أخرين». شمل ذلك 268,000 شخص عرفوا أنفسهم بأنهم مثليون جنسيا أو مثليات، و 255,000 شخص عرفوا بأن لهم توجهات جنسية «أخرى».

### الأزواج والشركاء المثليون والمثليات
في عام 2011، مثل الأزواج والشركاء المثليون والمثليات 0.7% من العدد الإجمالي للأزواج. ارتفع إلى 0.9% في تعداد عام 2016. في عام 2016، كان هناك 23,700 من الأزواج والشركاء المثليين من الذكور و 23,000 من الزوجات والشريكات المثليات من الإناث. كان نسق كون الشركاء والأزواج المثليين من الذكور أكثر من الأزواج والشركاء المثليات من الإناث متماسكا منذ عام 1996، على الرغم من أن درجة الاختلاف قد انخفضت في كل تعداد، وبشكل أكثر أهمية في تعداد عام 2016.
في عام 2016، مثل الأزواج والشركاء المثليون 1.4% من جميع الأزواج والشركاء في مقاطعة العاصمة الأسترالية، وهي أعلى نسبة في أي ولاية أو إقليم. ومع ذلك، فقط 2.6% من جميع الأزواج والشركاء المثليين في أستراليا يعيشون في مقاطعة العاصمة الأسترالية. وكانت أعلى النسب التالية في نيوساوث ويلز وفيكتوريا، حيث كان الأزواج والشركاء المثليون يشكلون 1.0% من جميع الأزواج. ما يقرب من ثلثي (63%) الأزواج والشركاء المثليين يعيشون في نيو ساوث ويلز (35.8%) أو فيكتوريا (27.1%)، في حين أن 0.8% فقط يعيشون في الإقليم الشمالي و 1.8% في تسمانيا.
أشار تعداد عام 2016 إلى أن السكان الأصليين وسكان جزر مضيق توريس يعيشون مع شريك مثلي أكثر مقارنة بالشعوب غير الأصلية. حوالي 1.2% من السكان الأصليين وسكان جزر مضيق توريس يعيشون مع شريك مثلي، في حين أن الناس من غير السكان الأصليين كان 0.9%.

### الأطفال الذين ينشأون في العائلات المثلية
حسب الإحصاء الأسترالي لعام 2011 كان يوجد 6,300 طفل يعيشون في عائلات مثلية، وه ارتفاع من 3,400 طفل في عام 2001، مما جعل واحدًا من بين كل ألف طفل يعيشون في العائلات المثلية (0.1%). في عام 2016، ارتفع العدد إلى 10,500 طفل، وهو ما يمثل 0.2% من مجموع الأطفال في العائلات.

### دخل الأزواج والشركاء المثليين
كان الأفراد في العلاقات المثلية أعلى ربحا للدخل الفردي من أولئك الذين يعيشون في العلاقات المغايرة. في عام 2016، كسب 23% من الرجال في العلاقات المثلية 2000 دولار أو أكثر في الأسبوع، مقارنةً بـ18% من الرجال في العلاقات المغايرة. بالنسبة للنساء، كان الفرق أكبر. كانت النساء في العلاقات المثلية فرصة أعلى بمرتين لربح 2000 دولار أو أكثر في الأسبوع من النساء في العلاقات المغايرة (14% مقارنة مع 6%).

### الانتماء الديني
ووفقًا لإحصاء عام 2016، كان من الأرجح أن يُبلغ الشركاء والأزواج المثليون عن عدم وجود دين لديهم (57%)، إلا أن 32% منهم قالوا إنهم مسيحيون. كان هذا على النقيض من الشركاء والأزواج المغايرين، حيث كانت المسيحية هي الدين الرئيسي، تليها عدم وجود دين (28%). كان من المرجح أن ينتمي الشركاء المثليون إلى البوذية (3.9% مقارنة ب2.7% في العلاقات المغايرة) ويقل احتمال كونهم يتبعون الهندوسية (0.5%مقارنة بـ2.4% في العلاقات المغايرة) أو الإسلام (0.7% مقارنة ب2.4% في العلاقات المغايرة).
| الدين     | نسبة الشركاء والأزواج المثليين المنتمين له |
| --------- | ------------------------------------------ |
| اللادينية | 57%                                        |
| المسيحية  | 32%                                        |
| البوذية   | 3.9%                                       |
| الإسلام   | 0.7%                                       |
| الهندوسية | 0.5%                                       |

## سياسة الهجرة

### رعاية الشركاء المثليين
في عام 1985، تم إدخال تغييرات على «قانون الهجرة 1958»، بعد تقديم الطلبات من فريق عمل الهجرة للمثليين والمثليات، لإنشاء تأشيرة الاعتماد المتبادل للشركاء المثليين. تسمح التأشيرة للمواطنين الأستراليين والمقيمين الدائمين برعاية شركائهم المثليين في أستراليا. على عكس الأزواج المغايرين، تتطلب المبادئ التوجيهية للهجرة شركاء بحكم الأمر الواقع والترابط لإثبات علاقة ملتزمة لمدة اثني عشر شهراً، ولكن يمكن التنازل عنها إذا كان الزوجان مسجَّلين من قبل سجل الولاية والولادة والوفيات في الولاية أو الإقليم. تسمح التأشيرات المؤقتة والدائمة لمقدم الطلب بالعيش والعمل والحصول على فوائد الرعاية الطبية في أستراليا.

### سياسة اللجوء لمجتمع المثليين
أستراليا طرف في الاتفاقية الخاصة بوضع اللاجئين لعام 1951، التي تلزم الدول الأعضاء بتوفير الحماية لأولئك الذين يطلبون اللجوء بسبب خوف مبرر من التعرض للاضطهاد في بلدانهم الأصلية بسبب، من بين أمور أخرى، عضويتهم في مجموعة اجتماعية معينة. اعترفت أستراليا لأول مرة ب«التفضيل الجنسي» باعتبارها «مجموعة اجتماعية» لأغراض حماية اللاجئين في عام 1992 في قضية موراتو. في عام 2003، حكمت أغلبية القضاة في المحكمة العليا في أستراليا أن أستراليا يجب ألا تحظر اللجوء من اللاجئين المثليين على أساس أنه يمكنهم حماية أنفسهم في بلدانهم الأصلية عن طريق إخفاء توجههم الجنسي. تفتقر عملية صنع القرار لتقييم مطالبات اللجوء إلى مجتمع المثليين إلى الاتساق وتعتمد على القوالب النمطية مثل ما إذا كان الشخص قد حضر نوادي مثليي الجنس أو انضم إلى مجموعات مثلية.
في عام 2013، قدم رئيس الوزراء كيفين رود سياسة لجوء جديدة مما يعني أن جميع طالبي اللجوء الذين يصلون بالقوارب سيرسلون إلى شاطئ البحر في جزيرة مانوس في بابوا غينيا الجديدة للتجهيز وإعادة التوطين. شمل هذا اللاجئين من مجتمع المثليين، رغم أنهم يواجهون الاضطهاد بموجب قانون بابوا غينيا الجديدة الذي يجرم النشاط الجنسي المثلي وإصدار عقوبة محتملة بالسجن لمدة 14 سنة. يتم تحذير طالبي اللجوء لدى وصولهم في عرض تقديمي توجيهي من قبل جيش الخلاص إلى أن «المثلية الجنسية غير قانونية في بابوا غينيا الجديدة. لقد تم سجن أو قتل الناس بسبب قيامهم بأفعال مثلية جنسيا». وهذا يضعهم في وضع يشترط عليهم إعلان نشاطهم الجنسي ليكونوا مؤهلين لحماية اللاجئين ومع ذلك يتعرضون للاضطهاد من أشخاص آخرين وبموجب القوانين المحلية. كما أن طالبي اللجوء المثليين يواجهون التنمر والاعتداء والاعتداء الجنسي في جزيرة مانوس من الآخرين، بمن فيهم المسؤولون وغيرهم من اللاجئين، بسبب توجههم الجنسي.
تواجه أستراليا اتهامات من مدافعي اللاجئين بأنها انتهكت التزاماتها بعدم الإعادة بموجب القانون الدولي من خلال تعريض طالبي اللجوء من مجتمع المثليين إلى مثل هذه المخاطر. أمرت المحكمة العليا لبابوا غينيا الجديدة في عام 2016 بإغلاق مركز احتجاز المهاجرين في جزيرة مانوس على أساس أنه خرق للضمانات الدستورية للحرية، وأكدت الحكومة الأسترالية الإغلاق ولكن ليس ما سيحدث للمعتقلين.
من الناحية العملية، تكون الحماية المقدمة للاجئين الذين يطلبون اللجوء على أساس الميول الجنسية محدودة، ويعتمد ذلك إلى حد كبير على الأسئلة الشخصية المستفزة ونزوة موظفي الهجرة المعنيين. في عام 2014، أدخل وزير الهجرة آنذاك سكوت موريسون تغييرات أخرى جعلت من الصعب أكثر على اللاجئين من المثليين أن يثبتوا مزايا مطالبتهم باللجوء، مثل تضييق نطاق الحماية وتطبيق آلية المسار السريع يزيد من صعوبة جمع الأدلة الضرورية لدعم مطالبة اللجوء. انتقدت المنظمات غير الحكومية، بما في ذلك المؤسسة الدولية للمثليين والمثليات ومزدوجي التوجه الجنسي والمتحولين جنسيا وثنائيي الجنس، هيومن رايتس ووتش ومنظمة العفو الدولية، سياسة أستراليا الصارمة المتعلقة بالاحتجاز الإلزامي والمعالجة البحرية للقوارب غير المصرح بها الوافدين، مع عواقب وخيمة بشكل خاص على طالبي اللجوء من مجتمع المثليين. يصف تقرير المؤسسة الدولية للمثليين والمثليات ومزدوجي التوجه الجنسي والمتحولين جنسيا وثنائيي الجنس بعنوان "رهاب المثلية الذي ترعاه الدول" لعام 2016 قضية اثنين من طالبي اللجوء الإيرانيين المثليين الذين أعيد توطينهم من قبل أستراليا على ناورو الذين كانوا "سجناء افتراضيين" لأنهم "تعرضوا لهجمات جسدية ومضايقات من قبل المجتمع المحلي"، كما تم تحديدهم على أنهم في علاقة مثلية"، والتي كانت غير قانونية في ذلك الوقت. في مايو 2016، قامت ناورو بإلغاء تجريم المثلية الجنسية عن طريق إزالة "العلاقة الجسدية ضد الطبيعة" كجريمة جنائية.

## الخدمة العسكرية
حظر الجيش الأسترالي «الجرائم غير الطبيعية» أو «السلوك الضار للنظام والنظام الجيد» من حرب البوير، حيث أدخل الجيش سياسة محددة ضد المثلية الجنسية بعد الحرب العالمية الثانية بدعوة من الجيش الأمريكي. من عام 1974 إلى عام 1992، كان لدى الخدمات العسكرية الأسترالية سياسات متناسقة ضد الأفراد المثليين والمثليات ومزدوجي التوجه الجنسي، الذين يمكن أن يخضعوا للمراقبة، والمقابلات، وعمليات التفتيش السرية والتسريح من الجيش.
وفي أوائل عام 1992، تقدمت امرأة من جنود الاحتياط في الجيش الأسترالي بشكوى إلى لجنة حقوق الإنسان وتكافؤ الفرص على أساس أنها فصلت بسبب المثلية الجنسية. دعت اللجنة إلى مراجعة للحظر المفروض منذ فترة طويلة على الأفراد من مجتمع المثليين في قوات الدفاع الأسترالي وفي يونيو 1992، اتخذ وزير الدفاع السناتور روبرت راي بدلا من ذلك خطوة لتعزيز الحظر الحالي على الأفراد من مجتمع المثليين من خلال إدراج تعريف «الأعمال الجنسية غير المقبولة» بما في ذلك التحرش الجنسي والجرائم بموجب القانون المدني والعسكري. أدى ذلك إلى غضب كبير ورد على ذلك رئيس الوزراء الوزير بول كيتنغ بإنشاء لجنة خاصة بمجلس العمل لدراسة إمكانية إزالة الحظر المفروض على الأفراد من المثليين في الجيش. وبحلول سبتمبر 1992، ردت اللجنة مع توصية بإلغاء الحظر بتصوبت 4 أصوات لصالح ذلك مقابل 2، بما في ذلك رئيس اللجنة تيري أوليش. على الرغم من معارضة الإصلاح من داخل بعض المجموعات العسكرية ورابطة العودة والخدمة في أستراليا، تلقت هذه التوصية الدعم من مفوض حقوق الإنسان براين بيرديكن والمدعي العام مايكل دافي. وأفضت المناقشة الوزارية اللاحقة حول القضية إلى قيام حكومة كيتنغ بإلغاء الحظر، على الرغم من معارضة وزير الدفاع روبرت راي داخل مجلس الوزراء. في أعقاب القرار، أعلن رئيس الوزراء كيتنغ، الذي أيد إلغاء الحظر ، أن القرار «يعكس دعم المجتمع لإزالة التمييز في التوظيف ويجعل قوات الدفاع الأسترالية متماشية مع المواقف المتسامحة من الأستراليين بشكل عام ... يقر قوات الدفاع الأسترالية بوجود الذكور والإناث من المثليين والمثليات بين أعضائها، وقد نصحت الحكومة بأن هؤلاء الأعضاء لم يعودوا سعيدين بملاحقتهم أو معاقبتهم بسبب توجهاتهم الجنسية».
وفي الوقت الحالي، تعترف قوات الدفاع الأسترالية أيضًا بـ «العلاقات المترابطة»، والتي تشمل العلاقات المثلية، فيما يتعلق بالفوائد المتاحة للأعضاء العاملين. وهذا يعني تحقيق منافع متساوية في السكن، ودفع الرواتب، والمساعدة التعليمية، واستحقاقات الإجازة. وحتى يتم الاعتراف بأنهم شركاء متكافلون، يجب أن يثبت الشركاء المثليون أن لديهم «علاقة شخصية وثيقة» تنطوي على دعم محلي ومالي. كما يمنح صندوق التنمية الأسترالي فرصًا متساوية للوصول إلى معاشات التقاعد والوفاة من أجل الشراكات المثلية. بموجب قانون لجنة حقوق الإنسان لعام 1986، يحظر التمييز أو التحرش على أساس التوجه الجنسي، سواء كان ذلك في شكل المغايرة الجنسية، المغايرة الجنسية، أو ازدواجية التوجه الجنسي. لا يجب سؤال أعضاء قوات الدفاع الأسترالية أو موظفي الخدمة العامة الأسترالية عن توجههم الجنسي، ولا يجب أخذ التوجه الجنسي، أو التوجه الجنسي المزعوم، في الاعتبار في قرارات الترقية أو التوظيف أو التطوير المهني.
تم تعديل سياسة قوات الدفاع للسماح للمتحولين جنسيا الأستراليين بالخدمة بشكل علني في عام 2010. تم تحديث السياسة بعد دعوة بريدجيت كلينتش، التي سعت إلى التحول من ذكر إلى أنثى أثناء الخدمة في الجيش الأسترالي.
تأسست DEFGLIS "Defence LGBTI Information Service Incorporated" في عام 2002 لدعم وتمثيل موظفي قوات الدفاع من مجتمع المثليين وثنائيي الجنس وعائلاتهم. سهلت الجمعية الإصلاحات في قوات الدفاع الأسترالية مما أدى إلى تحسين الاعتراف بالشركاء المثليين، وتطوير السياسة والإرشاد للأعضاء الذين يريدون التحول الجنسي، وتعزيز التعليم حول التوجه الجنسي، والهوية الجندرية، والأشخاص ثنائيي الجنس.

## علاج التحويل
يؤثر علاج التحويل تأثيراً سلبياً على حياة الأشخاص المثليين، ويمكن أن يؤدي إلى تدني احترام الذات والاكتئاب والتفكير في الانتحار. يتم تنفيذ الممارسة الزائفة منذ فترة طويلة في أستراليا. في الخمسينات من القرن العشرين في نيو ساوث ويلز، غالباً ما يتم فصل الرجال المدانين عن ممارسة الجنس المثلي ويتم «محاولة علاجهم الطبي» داخل نظام السجون. تعرض المرضى لحقن الآبومورفين والصدمات الكهربائية. في ذلك الوقت، تم دعم علاج التحويل من قبل المسؤولين الحكوميين، الذين اعتبروا المثلية الجنسية ك«مرض قابل للشفاء». ومع ذلك، لا يوجد دليل علمي أو طبي يدعم استخدام علاج التحويل.
في الوقت الحاضر، تشير التقارير إلى أن علاج التحويل أكثر «سرًا» و «خبثًا»، وتديره مجموعات دينية أو ممارسين طبيين. وقد تعرضت حكومات الولايات لضغوط متزايدة لسن تشريع لحظر وممارسة القمع على استخدام الممارسة الزائفة. في 9 فبراير 2016، على سبيل المثال ، تم تقديم «مشروع قانون الشكاوى الصحية 2016» إلى مجلس النواب في البرلمان الفيكتوري. أنشأ مشروع القانون مفوض للشكاوى الصحية مع زيادة الصلاحيات لاتخاذ إجراءات ضد المجموعات التي تقوم بإجراء علاج التحويل؛ هذه الصلاحيات تتراوح بين إصدار التحذيرات العامة لمنعهم من ممارسة ذلك في فيكتوريا. مرر مجلس النواب الفكتوري مشروع القانون في 25 فبراير 2016، وتم تمريره في مجلس الشيوخ الفكتوري في 14 أبريل 2016 مع تعديلات طفيفة وصادق عليه مجلس النواب الفكتوري مع التعديلات المرفقة في 27 أبريل 2016. وتم منحه الموافقة الملكية في 5 مايو 2016. دخل القانون حيز التنفيذ في 1 فبراير 2017. في مايو 2018، أعلنت الحكومة الفيكتورية قوانين أكثر صرامة لاتخاذ إجراءات صارمة ضد الأشخاص الذين يمارسون علاج التحويل. تدرس مقاطعة العاصمة الأسترالية وغرب أستراليا أيضا سن قوانين لحظر علاج التحويل. في مايو 2018، قالت وزيرة الصحة في مقاطعة العاصمة الأسترالية ميغان فيتزهارس «إن حكومة مقاطعة العاصمة الأسترالية ستحظر علاج تحويل المثليين. إن هذه الممارسة بغيضة وتتعارض تمامًا مع القيم الشاملة للكانبريين».
في أبريل 2018، تعرض وزير الصحة الفدرالي غريك هانت لانتقادات بعد أن وصف علاج التحويل بـ«حرية التعبير» و «وجهة نظر مختلفة». بعد الكثير من الانتقادات، أكد الوزير أن الحكومة الفدرالية لا تدعم علاج التحويل. يدعم حزب العمال الأسترالي حظر هذه الممارسة. في أبريل عام 2018، كان الحزب الليبرالي الفيكتوري قد ناقش اقتراحا يعبر عن دعمه لعلاج التحويل في مؤتمر للحزب، لكن الاقتراح أزيل فيما بعد من جدول الأعمال، في أعقاب غضب العديد من السياسيين الليبراليين الذين وصفوا الاقتراح بأنه «إحراج» و«عودة إلى القرن التاسع عشر».
في سبتمبر 2018، وافق مجلس الشيوخ الأسترالي بالإجماع على اقتراح يعبر عن معارضة الممارسة العلمية الزائفة ويدعو حكومات الولايات إلى سن قوانين لحظرها.

## التبرع بالدم
يحظر الصليب الأحمر لخدمة الدم الأسترالية التبرع بالدم من الرجال الذين مارسوا الجنس مع الرجال في الإثني عشر شهرا السابقة. العديد من الدول الأخرى لديها أيضا حظر على ذلك تتراوح من ثلاثة أشهر إلى مدى الحياة أو التأجيل الدائم. تم تحدي هذه السياسة في عام 2005 في محكمة تسمانيا لمكافحة التمييز. بعد أربع سنوات في مايو 2009، رفضت المحكمة الشكوى قائلة إنها «غير مثبتة». في أكتوبر/تشرين الأول 2016، دعت الحكومة الفيكتورية الحكومة الفيدرالية إلى إلغاء حظر التبرع الرجال الذين يمارسون الجنس مع الرجال لمدة 12 شهرًا، معتبرة أن الحظر كما هو «يعتمد بشكل أكبر على القضايا التمييزية وليس على العلوم». كان من المقرر أن تتم المراجعة الوطنية التالية للسياسة في وقت ما من عام 2018، لكن ذلك لم يحصل.

## الظروف الاجتماعية

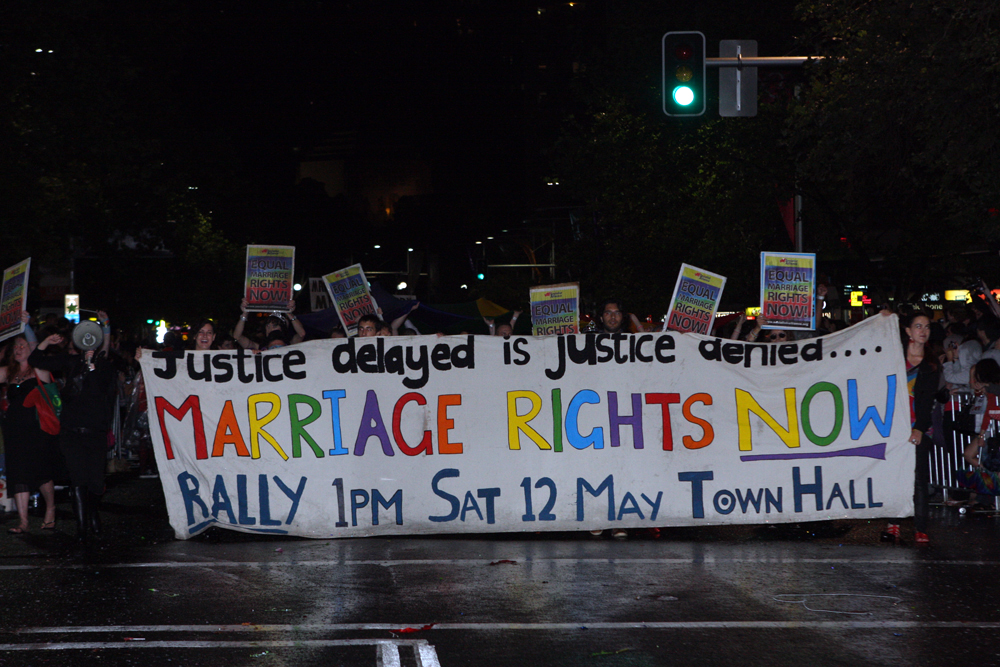
المشاركون في سيدني ماردي غرا للمثليين والمثليات في عام 2012

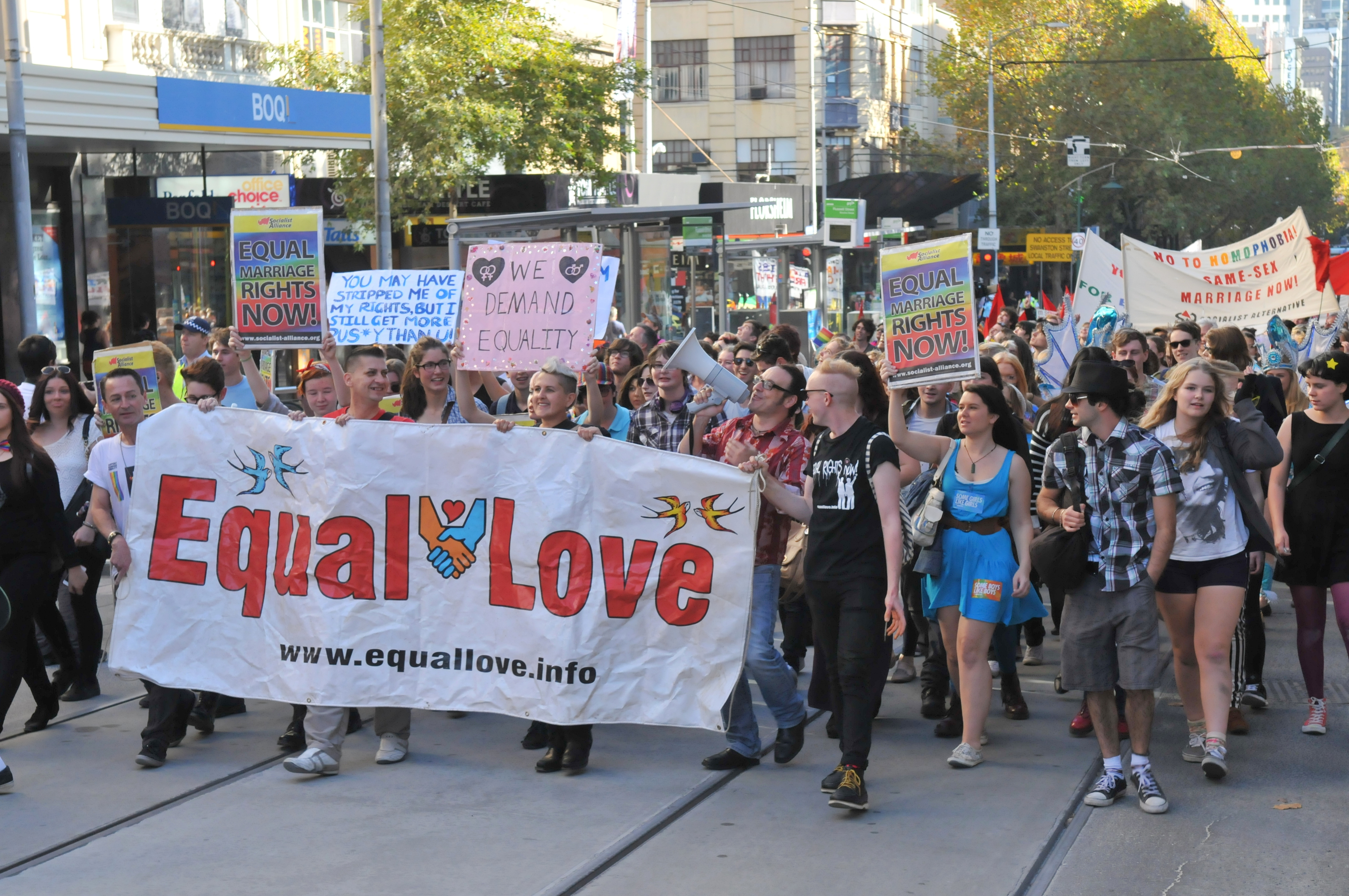
مسيرة لمنظمة المساواة في الحب في 2013

### المواقف العامة تجاه المثلية الجنسية
وقد خلصت دراسة صدرت في عام 2005 من قبل معهد أستراليا، بعنوان «رسم خريطة لرهاب المثلية في أستراليا»، إلى أن 35% من الأشخاص الذين تتراوح أعمارهم بين 14 عامًا أو أكثر يعتبرون المثلية الجنسية غير أخلاقية، حيث تتمتع كوينزلاند وتسمانيا بأعلى مستويات مشاعر رهاب للمثلية وكانت فيكتوريا هي الأدنى. وبشكل عام، كانت المناطق الأكثر رهابًا في الدراسة هي منطقة موريتون في ريف كوينزلاند (باستثناء ساحل غولد كوست وسنشاين) ووسط وجنوب غرب كوينزلاند ومنطقة بورني/الغربية في تسمانيا، حيث اعتبر 50% أن المثلية الجنسية غير أخلاقية، في حين أن أقل مشاعر رهاب المثلية كانت داخل مدينة ملبورن (14%)، وسط بيرث (21%) ووسط ملبورن (26%).
في استطلاع 2013 بيو للأبحاث، وافق 79% من الأستراليين على أن على المجتمع تقبل المثلية الجنسية، مما يجعلها خامس أكثر الدول الداعمة في الاستطلاع وراء إسبانيا (88%)، ألمانيا (87%)، كندا وجمهورية التشيك (على حد سواء 80%). مع تاريخ طويل فيما يتعلق بحقوق المثليين ومهرجان ماردي غرا للمثليين و المثليات السنوي لمدة ثلاثة أسابيع، تم تسمية سيدني واحدة من أكثر المدن الصديقة للمثليين في أستراليا والعالم.

### مجتمع المثليين وثنائيي الجنس من السكان الأصليين
وغالباً ما يشار إلى الأستراليين من السكان الأصليين من المتحولين جنسيا والجندر المتنوع على أنهم فتيات شقيقات وإخوة أولاد. يختلف مستوى القبول مع كل مجتمع وكباره. في عام 2015، أنشأ داميون بونسون «قوس قزح الأسود» (بالإنجليزية: Black Rainbow)‏ كدعم للصحة العقلية والوقاية من الانتحار للأستراليين من مجتمع المثليين، بالنظر إلى أنهم غالباً ما يعانون من التمييز المزدوج من خلال العنصرية ورهاب المثلية /رهاب التحول الجنسي وهم أكثر عرضة بنسبة 45 مرة للانتحار من عموم السكان.

### مواقف المعتقدات الدينية

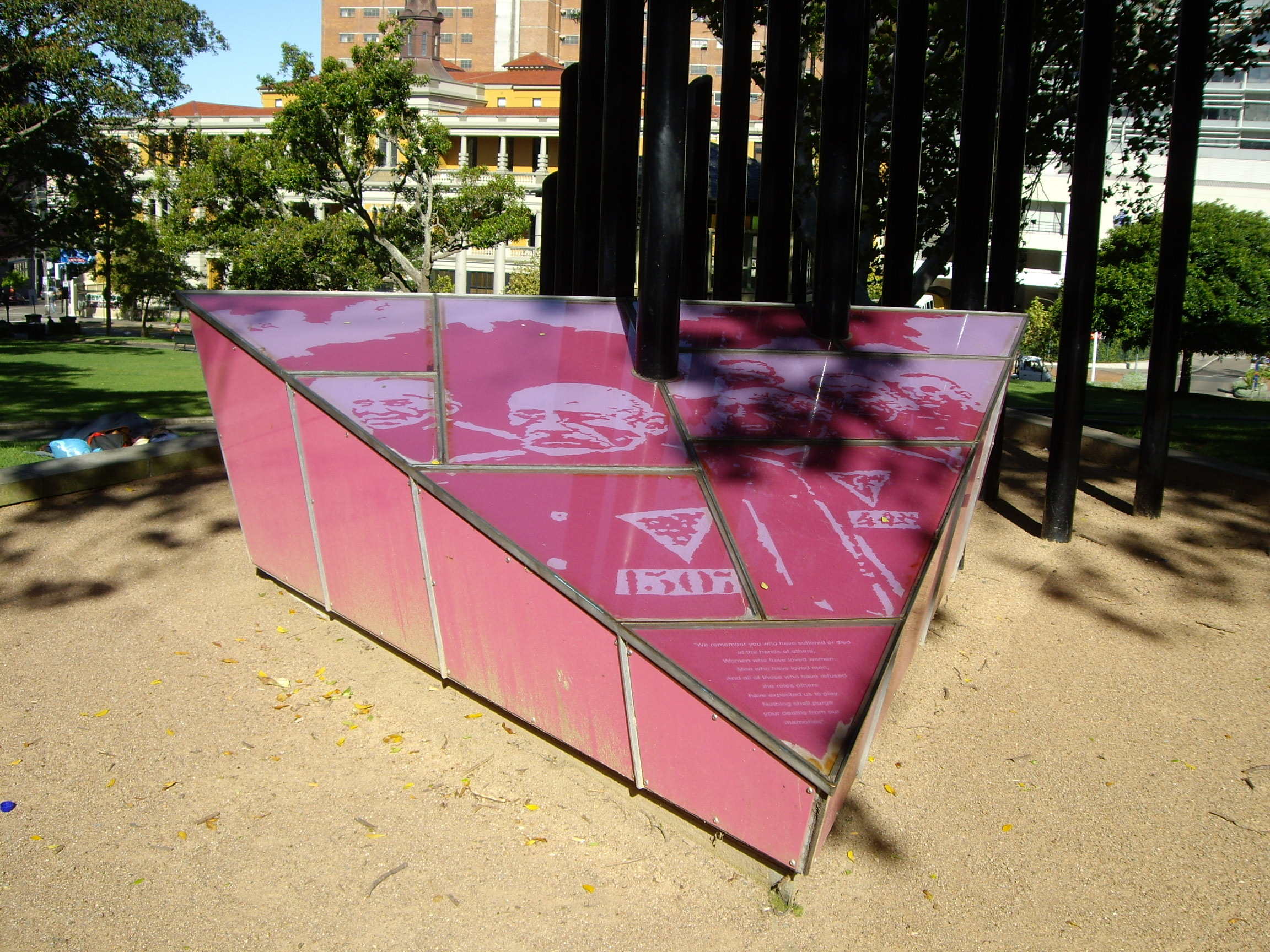
النصب التذكاري في سيدني لضحايا المحرقة من المثليين والمثلياتالمعروف أيضا باسم المثلث الوردي ، في دارلنغهيرست، سيدني

تختلف الجماعات الدينية الأسترالية بشكل كبير في مواقفها الرسمية تجاه حقوق المثليين، بما في ذلك تقنين زواج المثليين. الموقف الرسمي لعدد من الطوائف الرئيسية من الديانات الإبراهيمية - المسيحية واليهودية والإسلام - هو معارضة حقوق المثليين مثل زواج المثليين، على الرغم من أن هذا ليس متجانسًا عبر جميع الطوائف أو رجال الدين، مع تحدث عدد من الزعماء الدينيين لصالح حقوق المثليين. يعارض كل من اللوبي المسيحي الأسترالي، الذي تم تأسيسه في عام 1995، وجمعية العائلة الأسترالية الكاثوليكية، التي تشكلت في عام 1980، بشدة تشريع تبني المثليين للأطفال وزواج المثليين. لا يشترك أتباعهم بالضرورة في المواقف الرسمية للمنظمات الدينية، حيث توصلت دراسة عام 2005 إلى أنه إلى جانب أعضاء الكنائس الأنجليكانية والكنيسة المتحدة، كان الكاثوليك الأستراليون من بين الأستراليين الأكثر دعماً للأشخاص من مجتمع المثليين وحقوقهم. أعربت كل من المنظمتين الهندوسية والبوذية الأستراليتان عن دعمهما لحقوق المثليين مثل زواج المثليين.
مع تقدم حقوق المثليين في أستراليا، استخدم المعارضون الدينيون بشكل متزايد حجج الحرية الدينية لتبرير استمرار التمييز ضد المثليين على أساس معتقداتهم الشخصية. كما أصبح الأشخاص الدينيون المؤيدون لحقوق المثليين أكثر وضوحًا في وسائل الإعلام، مع عقد أول منتدى للمساواة بين الأديان في عام 2016.
في عام 2017، كتب أكثر من 500 من القادة الدينيين في أستراليا رسالة مفتوحة إلى الحكومة الأسترالية لدعم زواج المثليين، قائلين: «باعتبارنا أشخاصًا ذوي إيمان، نفهم أن الزواج مبني على قيم الحب والالتزام ونحن ندعم المساواة في الزواج المدني، ليس رغما عن، بل بسبب إيماننا وقيمنا».

#### المسيحية
عارض زعماء العديد من الطوائف المسيحية، مثل الكاثوليكية الرومانية والكنيسة الأنجليكانية، حقوق المثليين. في عام 2007، أعلن رئيس أساقفة سيدني الكاردينال جورج بيل، أن الكنيسة الكاثوليكية الرومانية تواصل تعليمها أن النشاط الجنسي يجب أن يقتصر على المتزوجين من المغايرين، ويستمر في معارضة تشريع أي نشاط جنسي خارج إطار الزواج وأي «دعاية مثلية» بين الشباب. وبالمثل، عارض رئيس أساقفة أبرشية سيدني في سيدني بيتر جنسن بشدة المثلية الجنسية، مشيرًا إلى أن قبول المثلية الجنسية هو «تسمية أمر بالمقدس بينما أعلن الرب أنه خطيئة». استمر خلفاؤهم أنتوني فيشر وغلين ديفيز في التحدث ضد حقوق المثليين، ولا سيما في سياق معارضة زواج المثليين. كما أعلنت طائفة «الإخوة الحصريين» معارضتهم لحقوق المثليين، مثل في الفترة التي سبقت انتخابات تسمانيا عام 2006. ومع ذلك، دعا عدد من القادة الإنجليكانيين المعتدلين إلى مزيد من النقاش، مشيرًا إلى أن الأنغليكانيين الأستراليين منقسمون حول المسألة مع تأييد العديد منهم لحقوق المثليين. علاوة على ذلك، دعا كاهن كاثوليكي يدعى الأب بول كيلي منذ عام 2008 من أجل إلغاء الدفاع عند الذعر من المثليين في كوينزلاند لحماية المثليين من العنف. كنتيجة مباشرة لعريضة تم إعدادها من قبله، تمت إزالة الدفاع عند الذعر من المثليين من قانون كوينزلاند في 21 مارس 2017. منذ عام 2003، سمحت الكنيسة التوحيدية في أستراليا للناس المثليين والمثليات بأن يتم تعيينهم كقساوسة، مع إعطاء كل فرد من الأفراد الكهنوتية سلطة تقديرية لتقرير المسألة على أساس كل حالة على حدة. تشمل المنظمات المسيحية الأخرى التي تدعم المثليين كنيسة المجتمع الميتروبوليتية، وقبول الكاثوليك الرومانيين المثليين، و "Freedom2b" بشكل عام. في 13 يوليو 2018، صوتت الكنيسة التوحيدية في أستراليا للسماح بزواج المثليين، والموافقة على إنشاء طقوس الزواج الرسمية للأزواج المثليين.
وقد أعلن عدد من رجال الدين الأفراد دعمهم لحقوق المثليين ولزواج المثليين دون أن تتخذ طائفتهم موقفاً رسمياً. نشر الأب فرانك برينان مقالًا في مجلة «يوريكا ستريت» يجادل بأنه في حين أن المؤسسات الدينية يجب أن تكون معفاة قانونًا من «أي شرط لتغيير موقعها التاريخي وممارستها أن الزواج حصريًا بين رجل وامرأة» يميز بين القانون المدني وسر الزواج الكاثوليكي، وجادل بأن الاعتراف بالاتحادات المدنية أو زواج المثليين في القانون المدني قد يصبح ضروريًا إذا أيدت الغالبية الساحقة من السكان هذا التغيير. يقول القس الانغليكاني في بريزبن بيتر كات أن زواج المثليين مطلوب «من أجل ازدهار الإنسان وحسن النظام في المجتمع». أكدت القسيسة المعمدانية كارولين فرانسيس أن على الكنائس أن تبقى ذات صلة وترحب، بما في ذلك وتدعم حقوق المثليين.

#### البوذية
تم تأكيد الدعم البوذي لحقوق المثليين وزواج المثليين في عام 2012 من قبل اتحاد المجالس البوذية الأسترالية، وجمعية سانغها الأسترالية، التي تمثل القادة الدينيين. كتب رئيس معبد بودهينيانا، أجان براهم، إلى البرلمان دعما لزواج المثليين، مشيرا إلى أن مؤسسة الزواج قبل الديانة والتشريع من شأنها أن تخفف من المعاناة الإنسانية.

#### اليهودية
يدعم المجتمع اليهودي التقدمي في أستراليا حقوق المثليين بشكل واسع، في حين تظل الفروع الأرثوذكسية معارضة. تعرض الحاخام شمعون كوهين لانتقادات لمقارنته بين المثلية الجنسية وسفاح القربى والبهيمية، وذكر دعمه لعلاج التحويل للمثليين. في عام 2007، قام مجلس الحاخامات التقدميين في أستراليا ونيوزيلندا وآسيا بإلغاء الحظر المفروض على احتفالات زواج المثليين. بدأ معبد الشاطئ الشمالي إيمانويل في سيدني تقديم مراسم التزام مثلية من عام 2008. في عام 2011، أعلن المجلس الحاخامي للحاخامات التقدمية في أستراليا وآسيا ونيوزيلندا دعمهم للمساواة في الزواج بموجب القانون الأسترالي. تم نشر هذه الأخبار على نطاق واسع عبر بيان إعلامي صادر عن المساواة في الزواج الأسترالي في 25 مايو 2011.
```
مايو 2018، بعد 5 أشهر من تشريع زواج المثليين في أستراليا، أصبح إيلان بوتشمان وأوسكار شوب أول زوجين مثليين يهوديان يقومان بالزواج في كنيس أسترالي، وتحديدا في معبد الشاطئ الشمالي إيمانويل في سيدني، بعد كونهما في علاقة عاطفية لمدة 47 عاما.
[
246
]
[
247
]
[
248
]
```

#### الإسلام
يعارض الاتحاد الأسترالي للمجالس الإسلامية، وهي هيئة شاملة للمنظمات السنية، بشدة إزالة التمييز ضد الأزواج والشركاء المثليين في القانون الفيدرالي. وقال رئيس اللجنة إقبال باتل إن مثل هذه التحركات من شأنها أن تهدد «العلاقة المقدسة» للزواج والقيم الأساسية لدعم الأسر. قال إبراهيم أبو محمد مفتي أستراليا السني منذ عام 2011، على أن الإسلام يعارض ما وصفه «الانحرافات الجنسية» بأنها «حقيقة دينية». وصف إمام في مجلس الأئمة الوطني الأسترالي السني المثلية الجنسية بأنه «عمل شرير» ينشر الأمراض.
نور ورسامي هو إمام مثلي الجنس في ملبورن يسعى إلى مساعدة المسلمين من مجتمع المثليين على التوفيق بين إيمانهم توجهاتهم الجنسية. في عام 2018، أعلن وارسام عن عزمه على فتح مسجد صديق لمجتمع المثليين في ملبورن.
تم تأسيس فرع صديق للمثليين في الفرع الأسترالي المسلمون من أجل القيم التقدمية من قبل البروفيسور «ساهر عامر» من جامعة سيدني و«ريم سويد» من جامعة ديكن الذين يدعون أستراليا هي موطن «لبعض المسلمين الأكثر محافظة في العالم الغربي». وقد أشار مسلمون أستراليون آخرون من بينهم أسامة سامي، وأليس أصلان وهي مؤسس منظمة مسلمون ضد رهاب المثلية أستراليا، إلى ضرورة معالجة رهاب المثلية المتأصل في المجتمعات الإسلامية الأسترالية.

#### الهندوسية
بعد أن عارض ذلك في السابق، أعلن المجلس الهندوسي الأسترالي في عام 2015 أنه سيدعم زواج المثليين في المستقبل بعد عملية تشاور واسعة النطاق على أساس أنه يرغب في دعم الحرية وأن المسألة لا تعتبر على الإطلاق في الكتب المقدسة الهندوسية.

## السياسة
تعتبر الأحزاب السياسية الأسترالية منقسمة بشأن قضايا حقوق المثليين، مع دعم أقوى من أحزاب يسار الوسط مثل حزب الخضر الأسترالي وحزب العمال الأسترالي، وكذلك بين الاعضاء المعتدلين في حزب يمين الوسط الحزب الليبرالي. على مستوى الولايات والأقاليم، تم تنفيذ معظم إصلاحات القوانين المتعلقة بمجتمع المثليين من قبل حكومات حزب العمال الأسترالي. ازداد عدد الساسة من مجتمع المثليين بشكل علني المنتخبين منذ انتخاب أول سياسي فيدرالي مثلي الجنس علنا، زعيم حزب الخضر سابقا بوب براون، في عام 1996.

### التحالف
لدى التحالف المحافظ وجهات نظر مختلطة حول حقوق المثليين، لكن شريكه الكبير في الحزب الليبرالي الأسترالي قدم عددًا متزايدًا من المرشحين من مجتمع المثليين في الانتخابات الفيدرالية، بما في ذلك أول شخص مثلي الجنس علنا إلى مجلس النواب، ترنت زيمرمان. وبعد الانتخابات الفيدرالية الأسترالية 2016، انضم إليه كل من مثليي الجنس عن الحزب الليبرالي تيم ويلسون وتريفور ايفانز، مع تمثيل السيناتور المثلي علنا دين سميث لأستراليا الغربية عن الحزب الليبرالي في مجلس الشيوخ. يختلف كل منهم في مستوى نشاطه في قضايا المثليين، مع اعتبار أنفسهم أولاً وقبل كل شيء أعضاء في الحزب الليبرالي.
خلال حكومة هاورد، عارض الائتلاف بشدة حقوق المثليين. اعتبر جون هوارد نفسه «في مكان ما في الوسط» حول قبول المثلية الجنسية، ورفض دعم مهرجان سيدني ماردي غرا للمثليين والمثليات، وقال إنه سيشعر «بخيبة أمل» إذا كان أحد أبنائه مثلي الجنس. كما ذكر هوارد أن «العلاقات المثلية» لا تستحق الاعتراف بها كزواج وعارض تبني المثليين للأطفال. تم اتهام هوارد من قبل سائق سابق بالتآمر مع زميله السياسي بيل هيفرنان لإجبار استقالة القاضي المثلي علنا في المحكمة العليا مايكل كيربي عبر إتهام هيفيرنان لكيربي بسوء السلوك مع البغايا الذكور القاصرين، والتي ثبت أنها لا أساس لها من الصحة. رفض هوارد الاعتذار إلى كيربي واستمر في دعم هيفيرنان. في عام 2004، قامت حكومة هوارد بإصدار قوانين تسمح للشركاء المثليين بميراث شركائهم. في وقت لاحق من ذلك العام، أصدرت الحكومة قوانين لمنع زواج المثليين التي يتم تنفيذها أو الاعتراف بها في أستراليا.
بعد خسارة الحكومة في الانتخابات الفيدرالية الأسترالية عام 2007، أخذ بريندان نيلسون مكانه كزعيم للتحالف، والذي أشار إلى دعم التحالف لإزالة التمييز القانوني ضد الشركاء المثليين في جميع المجالات باستثناء الزواج والتبني والإنجاب.
تحت حكومة مالكوم تيرنبول، استخدم أعضاء الجناح المحافظ في التحالف قضايا مثل برنامج المدارس الآمنة وزواج المثليين ضد الجناح التقدمي في الحزب بعد أن أصبح مالكولم تيرنبول رئيس التحالف بعد تحديه للمحافظ توني أبوت. انتصر المحافظون على التقدميين في الحزب بحرمانهم من التصويت في البرلمان على زواج المثليين والنجاح في الدعوة للتغييرات وإلغاء التمويل الفيدرالي لبرنامج المدارس الآمنة.
وماعدا دارين تشيستر ونايجل سكوليون، يعارض الشريك الأصغر في ائتلاف الليبراليين، وهو الحزب الوطني الأسترالي، بشكل موحد زواج المثليين.

### حزب العمال الأسترالي
تحولت مواقف حزب العمال الأسترالي على نحو متزايد في صالح السياسات المناصرة لحقوق المثليين، في جزء منه لمواجهة الصعود الانتخابي لحزب الخضر. على الرغم من الدعم من الجناح اليساري، عارض الحزب زواج المثليين والاتحادات المدنية في عام 2009، ولكن بحلول 2013، دعم الجناح اليميني أيضا زواج المثليين.

### حزب الخضر الأسترالي
يدعم حزب الخضر الأسترالي بقوة حقوق المثليين، مع كون بوب براون أول زعيم فدرالي وسياسي مثلي الجنس علنا يتم انتخابه لعضوية البرلمان الفدرالي. وقد دعم الحزب باستمرار زواج المثليين.

## ملخص

### على المستوى الفيدرالي
| الولاية القضائية | زواج المثليين  | الاعتراف بالعلاقات بحكم الأمر الواقع | الاعتراف بالعلاقات المسجلة                                                  | تساوي السن القانونية للنشاط الجنسي    | تشريعات الحماية من التمييز | التبني والحضانة المؤقتة               | الاعتراف بالأبوين أو بالأمين على شهادات الميلاد | الوصول إلى الخصوبة (أي تلقيح صناعي و/أو تأجير الأرحام)                                                 | الحق بتغيير الجنس القانوني                                                                                                |
| ---------------- | -------------- | ------------------------------------ | --------------------------------------------------------------------------- | ------------------------------------- | -------------------------- | ------------------------------------- | ----------------------------------------------- | --- | --- |
| أستراليا         | (منذ عام 2017) | (منذ عام 2009)                       | (تحت سلطة قانون الولايات أو الأقاليم، تختلف برامج تسجيل العلاقات اللازوجية) | (تحت سلطة قانون الولايات أو الأقاليم) | (2013)                     | (تحت سلطة قانون الولايات أو الأقاليم) | (تحت سلطة قانون الولايات أو الأقاليم)           | / (تحت سلطة قانون الولايات أو الأقاليم، تحظر أسترالية الغربية تأجير الأرحام للشركاء والأزواج المثليين) | (منذ عام 2013 تحت المبادئ التوجيهية للحكومة الأسترالية بشأن الاعتراف بالجنس والجندر؛ تحت سلطة قانون الولايات أو الأقاليم) |

### حقوق ثنائيي الجنس
| الولاية القضائية | السلامة الجسدية والاستقلال الجسدي | التعويضات | الحماية ضد التمييز                | الوصول إلى وثائق الهوية | الوصول إلى نفس الحقوق مثل الرجال والنساء الآخرين          | تغيير وثائق الهوية ذكر/أنثى            | تصنيف الجندر أو الجنس الثالث                                        |
| ---------------- | --------------------------------- | --------- | --------------------------------- | ----------------------- | --------------------------------------------------------- | -------------------------------------- | ------------------------------------------------------------------- |
| أستراليا         | No                                |           | (منذ عام 2013 الحماية الفيدرالية) |                         | (إعفاءات متعلقة بالرياضة وتشويه الأعضاء التناسلية للإناث) | (تختلف السياسات تبعا للولاية القضائية) | (تختار على المستوى الفيدرالي، تختلف السياسات حسب الولايات/الأقاليم) |

### حسب الولاية/الإقليم
| الولاية القضائية          | برنامج إلغاء الإدانات التاريخية                             | إلغاء الدفاع عند الذعر من المثليين | حظر علاج التحويل | تشمل جرائم الكراهية التوجه الجنسي | قانون مناهضة تشويه السمعة | الحق في تغيير الجنس القانوني دون الخضوع للجراحة والطلاق                            |
| ------------------------- | ----------------------------------------------------------- | ---------------------------------- | ---------------- | --------------------------------- | ------------------------- | ---------------------------------------------------------------------------------- |
| مقاطعة العاصمة الأسترالية | (منذ عام 2015)                                              | (منذ عام 2014)                     | (مقترح)          | Yes                               | [ 277 ]                   | Yes                                                                                |
| نيوساوث ويلز              | (منذ عام 2014)                                              | (منذ عام 2014)                     | No               | Yes                               | [ 277 ]                   | (يلزم الخضوع لجراحة إعادة تحديد الجنس)                                             |
| الإقليم الشمالي           | (منذ عام 2018)                                              | (منذ عام 2006)                     | No               | No                                | [ 277 ]                   | Yes                                                                                |
| كوينزلاند                 | (منذ عام 2018)                                              | (منذ عام 2017)                     | No               | No                                | [ 277 ]                   | (يلزم الخضوع لجراحة إعادة تحديد الجنس)                                             |
| أستراليا الجنوبية         | / (منذ عام 2013؛ يمكن فقط أن يتم إنفاق الإدانة، لا إزالتها) | (لم يتم إلغاءها من القانون العام)  | No               | No                                | [ 277 ]                   | Yes                                                                                |
| تسمانيا                   | (منذ عام 2018)                                              | (منذ عام 2003)                     | No               | No                                | [ 277 ]                   | (يلزم الخضوع لجراحة إعادة تحديد الجنس، مشروع القانون لإلغاء الشرطين قيد النظر فيه) |
| فيكتوريا                  | (منذ عام 2015)                                              | (منذ عام 2005)                     | [ 202 ]          | Yes                               | [ 277 ]                   | (يلزم الخضوع لجراحة إعادة تحديد الجنس)                                             |
| أستراليا الغربية          | (منذ عام 2018)                                              | (منذ عام 2008)                     | (مقترح)          | No                                | [ 277 ]                   | (يلزم الخضوع لجراحة إعادة تحديد الجنس)                                             |